# Liste der Biografien/Jam
Liste der Biografien |
Portal Biografien |
Personensuche
# |
A |
B |
C |
D |
E |
F |
G |
H |
I |
J |
K |
L |
M |
N |
O |
P |
Q |
R |
S |
T |
U |
V |
W |
X |
Y |
Z |
?
 
Ja |
Jb |
Jd |
Je |
Jh |
Ji |
Jj |
Jl |
Jn |
Jm |
Jo |
Jp |
Jr |
Js |
Jt |
Ju |
Jv |
Jw |
Jy
 
Jaa |
Jab |
Jac |
Jad |
Jae |
Jaf |
Jag |
Jah |
Jai |
Jaj |
Jak |
Jal |
Jam |
Jan |
Jao |
Jap |
Jaq |
Jar |
Jas |
Jat |
Jau |
Jav |
Jaw |
Jax |
Jay |
Jaz
Die Liste der Biografien führt alle Personen auf, die in der deutschsprachigen Wikipedia einen Artikel haben. Dieses ist eine Teilliste mit 519 Einträgen von Personen, deren Namen mit den Buchstaben „Jam“ beginnt.

## Jam
- Jam El Mar (* 1960), deutscher Trance- und Dance-DJ und Musikproduzent
- Jam Master Jay (1965–2002), US-amerikanischer DJ und Gründer der Hip-Hop-Band Run-D.M.C.Jam Master Jay (1965–2002)

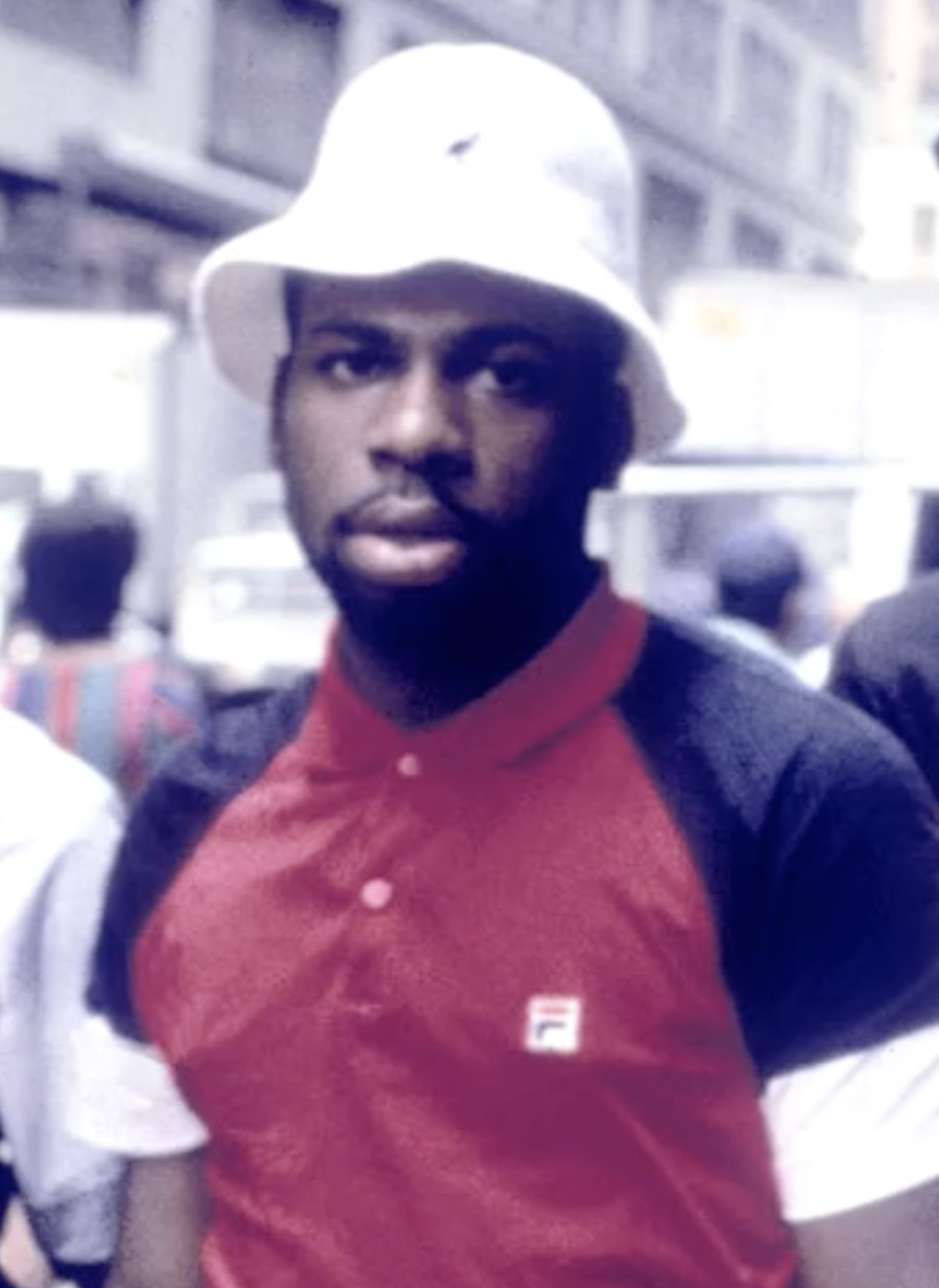
Jam Master Jay (1965–2002)

- Jam, Jimmy (* 1959), US-amerikanischer Produzent und Songwriter
- Jam, Nicky (* 1981), US-amerikanischer Reggaeton-Sänger

### Jama
- Jama Mohamed, Abdullahi (* 2001), somalischer Leichtathlet
- Jama, Afdhere (* 1980), US-amerikanischer Filmregisseur und Publizist somalischer Herkunft
- Jama, Agnes (1911–1993), niederländische Pianistin und Komponistin
- Jama, Jama Ali, Präsident von Puntland 2001/2002
- Jåma, Maja Kristine (* 1993), norwegisch-samische Politikerin
- Jamaan, Alaa, syrischer Kampfkünstler
- Jamaan, Natja (* 1967), deutsche Schauspielerin
- Jamadajew, Ruslan Bekmirsajewitsch (1961–2008), russisch-tschetschenischer Politiker
- Jamadajew, Sulim Bekmirsajewitsch (1973–2009), russisch-tschetschenischer Freischärlerführer und Offizier
- Jamaica Papa Curvin (* 1943), jamaikanischer Reggaemusiker
- Jamaigne, Johann Ernst von (1648–1719), österreichischer Theologe und Dechant von Waidhofen an der Thaya
- Jamais, Émile (1856–1893), französischer Politiker, Mitglied der Nationalversammlung
- Jamak, Admir (* 1970), jugoslawischer Biathlet
- Jamal al-Qabendi (1959–2021), kuwaitischer Fußballspieler
- Jamal, Ahmad (1930–2023), US-amerikanischer Jazz-Pianist und -KomponistAhmad Jamal (1930–2023)

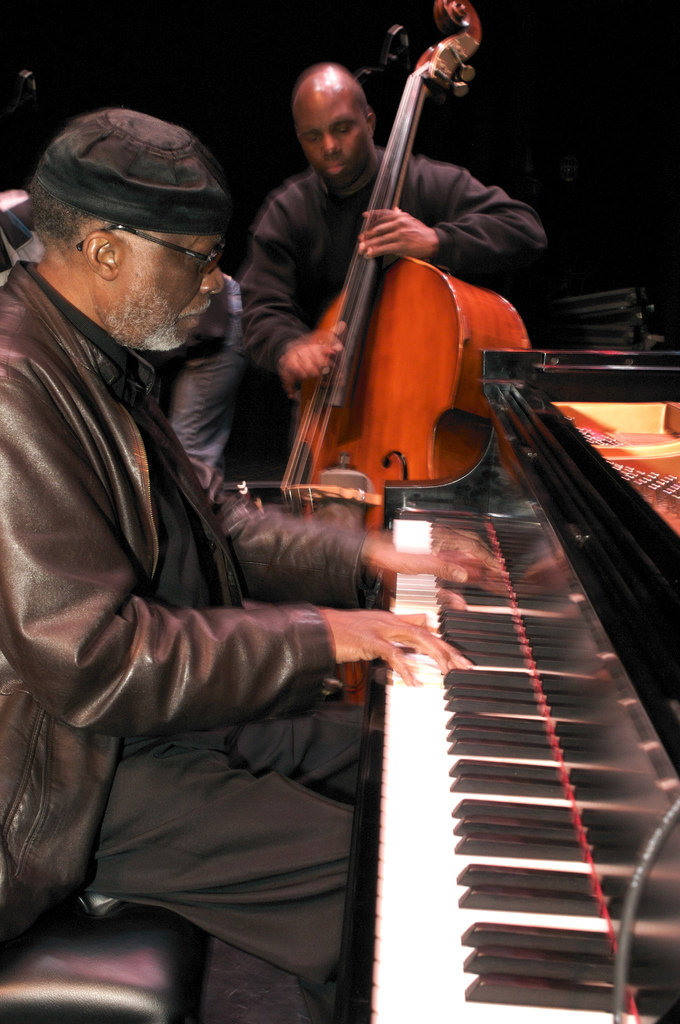
Ahmad Jamal (1930–2023)

- Jamal, Aminat (* 1997), bahrainische Hürdenläuferin und Sprinterin nigerianischer Herkunft
- Jamal, Hakim (1931–1973), afroamerikanischer Aktivist
- Jamal, Khan (1946–2022), US-amerikanischer Musiker des Modern Jazz (Vibraphon, Marimbaphon, Balafon, Piano, Perkussion)
- Jamal, Kurdistan (* 2002), irakische Hürdenläuferin
- Jamal, Maryam Yusuf (* 1984), bahrainische Mittel- und Langstreckenläuferin äthiopischer Herkunft
- Jamal, Salih (* 1966), deutschsprachiger Schriftsteller
- Jamal, Soraya (* 1997), deutsche Journalistin und Fernsehmoderatorin
- Jamala (* 1983), ukrainische Sängerin
- Jamali, Abdullah (* 1992), kuwaitischer Fußballschiedsrichter
- Jamali, Manuchehr (1929–2012), iranischer Philosoph und Schriftsteller
- Jamali, Modjieb (* 1991), afghanischer Fußballspieler
- Jamali, Moorchegani Iman (* 1991), iranisch-ungarischer Handballspieler
- Jamali, Yekta (* 2004), iranische Gewichtheberin
- Jamali, Zafarullah Khan (1944–2020), pakistanischer Politiker
- Jamalia, Natalie (* 1987), jordanische Schachspielerin
- Jamalov, Razambek (* 1998), usbekischer Ringer
- Jamanka, Mariama (* 1990), deutsche BobsportlerinMariama Jamanka (* 1990)

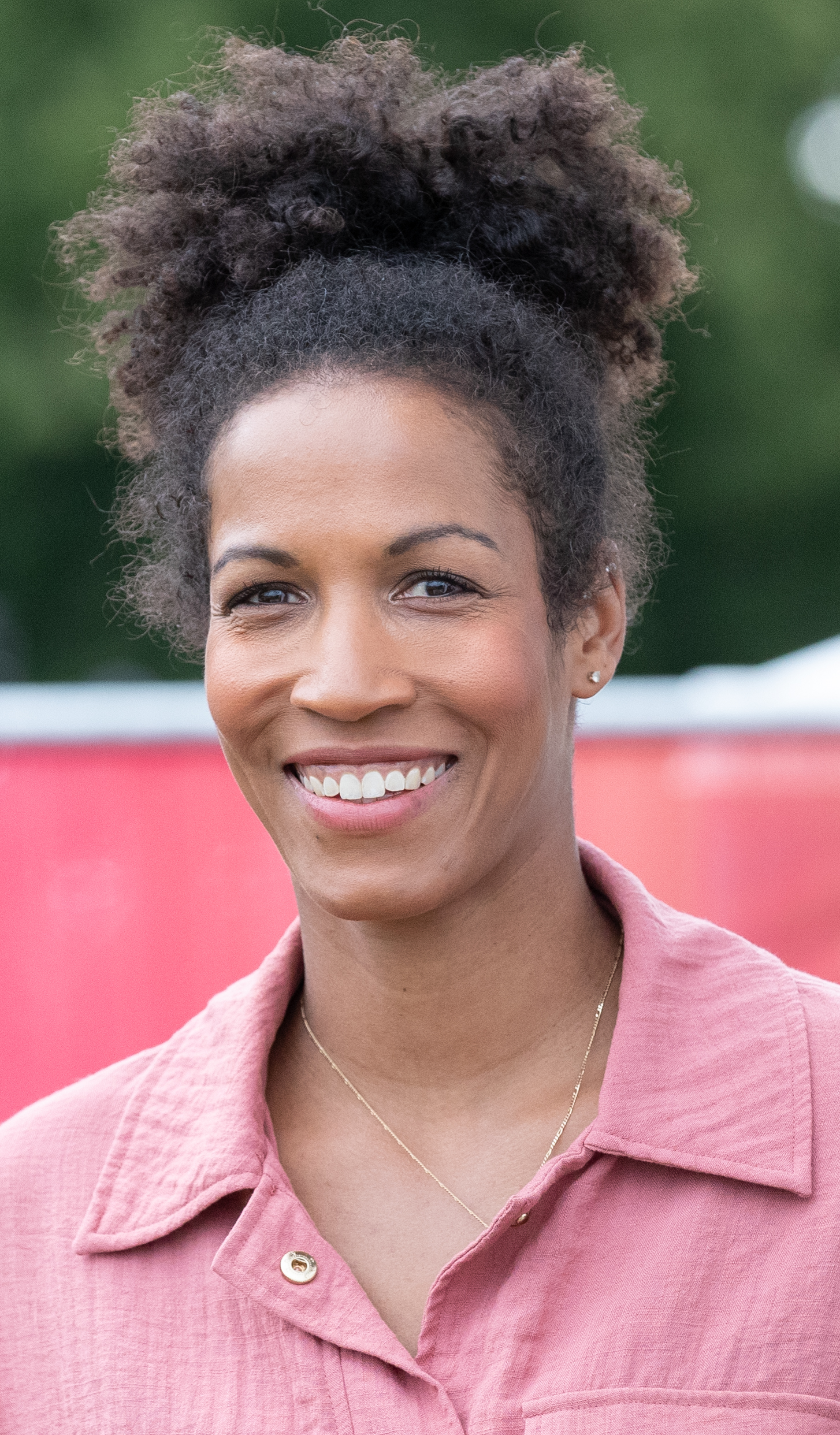
Mariama Jamanka (* 1990)

- Jamann, Wolfgang (* 1960), deutscher Entwicklungssoziologe, Entwicklungshelfer und Leiter der deutschen Welthungerhilfe
- Jamar, Dieudonné (* 1878), belgischer Radrennfahrer
- Jamar, Hervé (* 1965), belgischer Rechtsanwalt und Politiker der Mouvement Réformateur (MR)
- Jamardo, Arturo Sudbrack (1943–2019), brasilianischer Pianist
- Jamatow, Wladimir Iossifowitsch (1820–1885), japanisch-russischer Japanologe

### Jamb
- Jamba (* 1977), angolanischer Fußballspieler
- Jambajewa, Tatjana Rinatowna (* 1980), russische Skilangläuferin
- Jambe de Fer, Philibert, französischer Kirchenliedkomponist
- Jambeatz (* 1982), deutscher Musikproduzent
- Jamblichus, Bischof von Trier
- Jambo, Linda (* 1987), malawische Schachspielerin
- Jambo, Stefan (* 1958), deutscher Fußballspieler
- Jambo, Suzanne, südsudanesische Politikerin und Menschenrechtsaktivistin
- Jambon, Jan (* 1960), belgischer Geschäftsmann und Politiker der Nieuw-Vlaamse Alliantie (N-VA)
- Jambor, Agi (1909–1997), ungarisch-US-amerikanische Pianistin
- Jambor, Claas P., deutscher christlicher Rockmusiker
- Jambor, John Leslie (1936–2008), kanadischer Geologe und Mineraloge
- Jambreković, Stjepan (* 1948), jugoslawischer Fußballspieler
- Jambrešić, Nino (* 2004), kroatischer Leichtathlet

### Jamc
- Jamchy, Doron (* 1961), israelischer Basketballspieler

### Jame

#### Jamee
- Jameel, Aladdin Gedik (* 1991), irakischer Stand-up-Komiker
- Jameel, Fathulla (1942–2012), maledivischer Politiker und Diplomat
- Jameelah, Maryam (1934–2012), US-amerikanisch-pakistanische Autorin und Persönlichkeit des Islams

#### Jamek
- Jamek, Václav (* 1949), tschechischer Schriftsteller und Übersetzer

#### Jamel
- Jamelia (* 1981), britische Pop- und Contemporary-R&B-SängerinJamelia (* 1981)

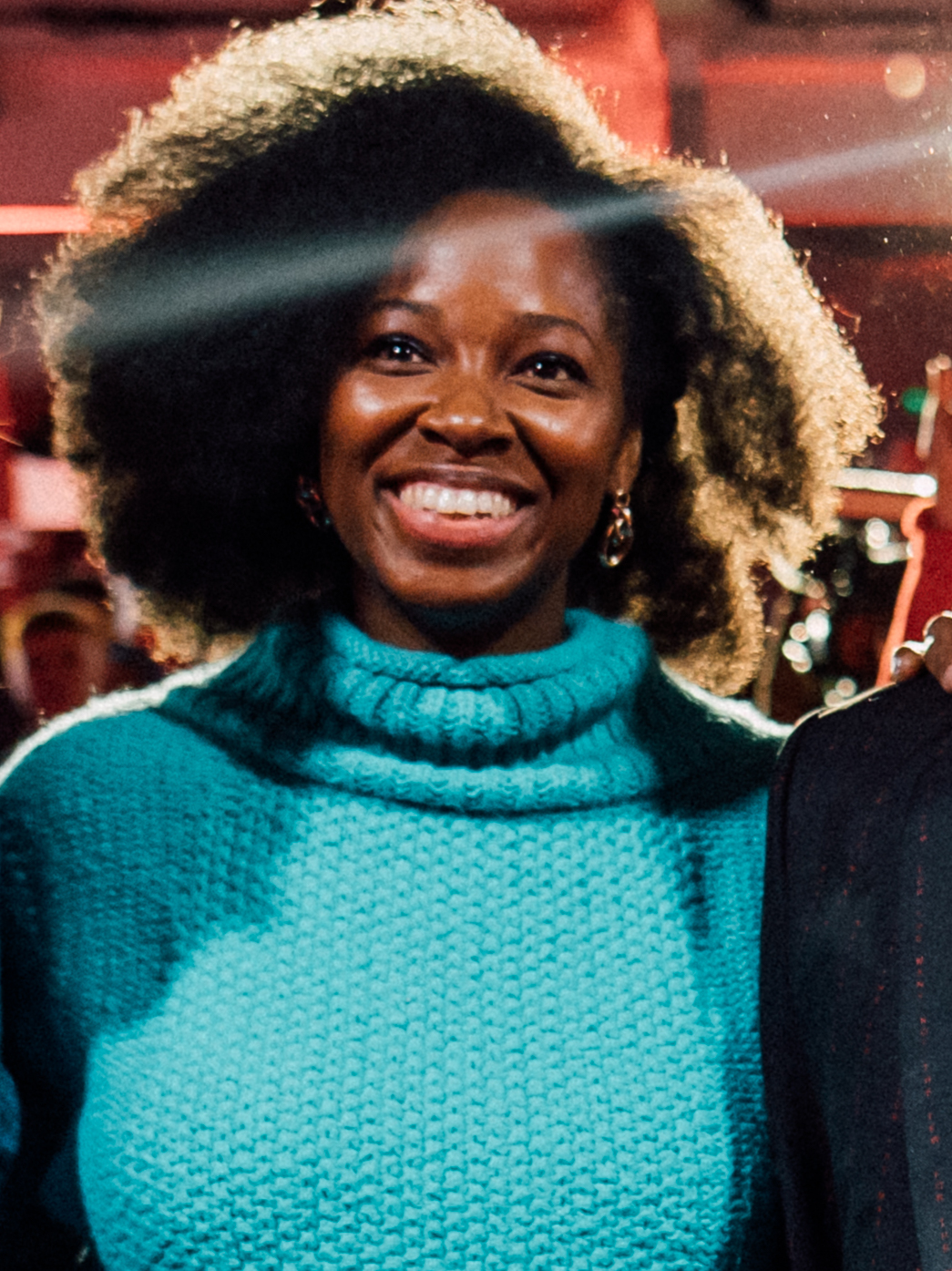
Jamelia (* 1981)

- Jamelli Júnior, Paulo Roberto (* 1974), brasilianischer Fußballspieler und -trainer
- Jamelske, John (* 1935), US-amerikanischer Sexualstraftäter und Entführer

#### Jamer
- Jamerson, James (1936–1983), US-amerikanischer Bassist
- Jamerson, James L. (* 1941), US-amerikanischer Offizier, General der US Air Force
- Jamerson, Jason (* 1986), US-amerikanischer Basketballspieler

#### James

##### James C
- James Charles (* 1999), US-amerikanischer Webvideoproduzent und Makeup-ArtistJames Charles (* 1999)

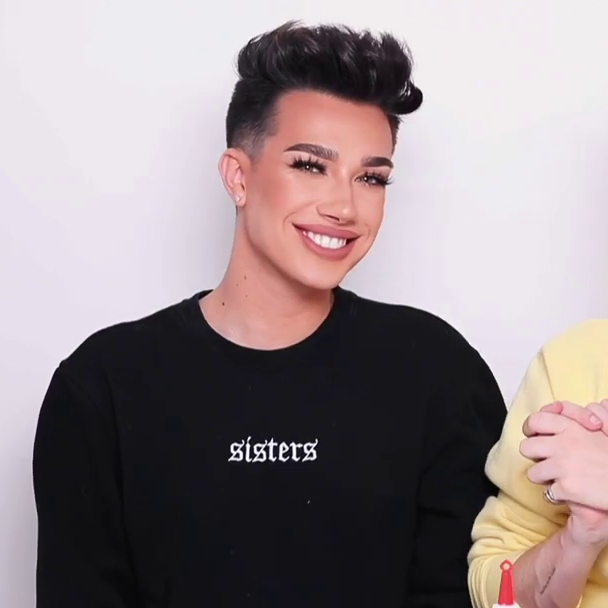
James Charles (* 1999)

##### James D
- James Decker, Jessie (* 1988), US-amerikanische Popsängerin

##### James J
- James Jefferyes († 1739), schottischer Diplomat

##### James O
- James of St. George († 1309), französischer Architekt von mittelalterlichen Burgen in England

##### James T
- James the Alderman, Lord Mayor of London
- James Tyrrell († 1502), englischer Adliger und Militär

##### James, A – James, W

###### James, A
- James, Addison (1850–1947), US-amerikanischer Politiker
- James, Adele (* 1995), britische Schauspielerin und Drehbuchautorin
- James, Alan (* 1933), britischer Politikwissenschaftler
- James, Alec (* 1999), belgisch-US-amerikanischer Eishockeyspieler
- James, Alex (1901–1953), schottischer Fußballspieler
- James, Amaziah B. (1812–1883), US-amerikanischer Jurist und Politiker
- James, Andrea (* 1967), amerikanische Filmproduzentin
- James, Anna Louise (1886–1977), US-amerikanische Apothekerin
- James, Anthony (1942–2020), US-amerikanischer Schauspieler und Künstler
- James, Anthony Trafford (1922–2006), britischer Chemiker
- James, Arthur Horace (1883–1973), US-amerikanischer Politiker (Republikanische Partei)
- James, Aurora (* 1984), kanadische Mode-Unternehmerin

###### James, B
- James, Barbara Straker (1918–2007), US-amerikanische Künstlerin

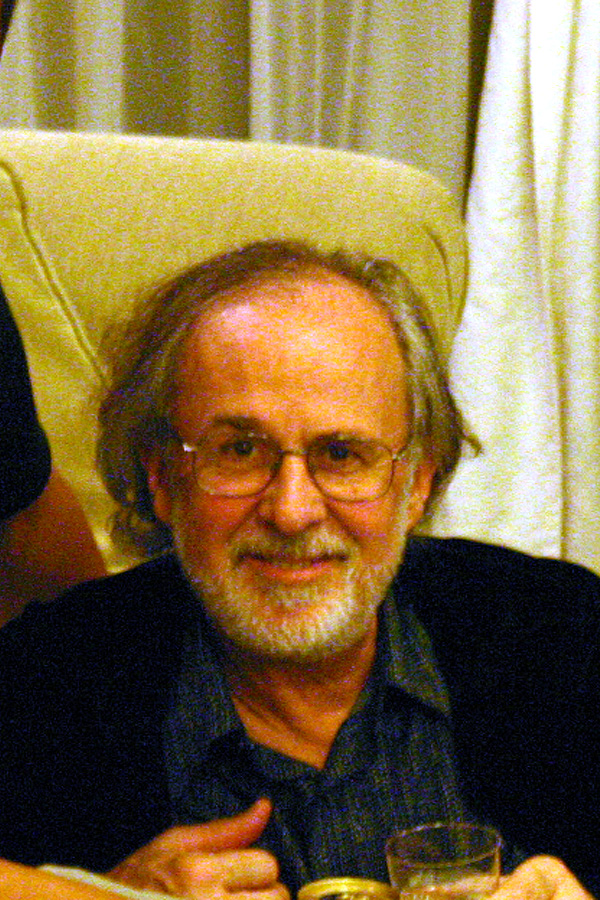
Bob James (* 1939)

- James, Benjamin F. (1885–1961), US-amerikanischer Politiker
- James, Benny, US-amerikanischer Jazzmusiker (Banjo, Gitarre)
- James, Bernard (* 1985), US-amerikanischer Basketballspieler
- James, Billy (1938–2011), US-amerikanischer Jazzmusiker
- James, Bob (* 1939), US-amerikanischer Pianist, Keyboarder und ArrangeurBob James (* 1939)
- James, Boney (* 1961), US-amerikanischer Jazz-Saxophonist
- James, Bradley (* 1983), britischer Schauspieler
- James, Brian d’Arcy (* 1968), US-amerikanischer Filmschauspieler, Theaterschauspieler und MusikerBrian d’Arcy James (* 1968)

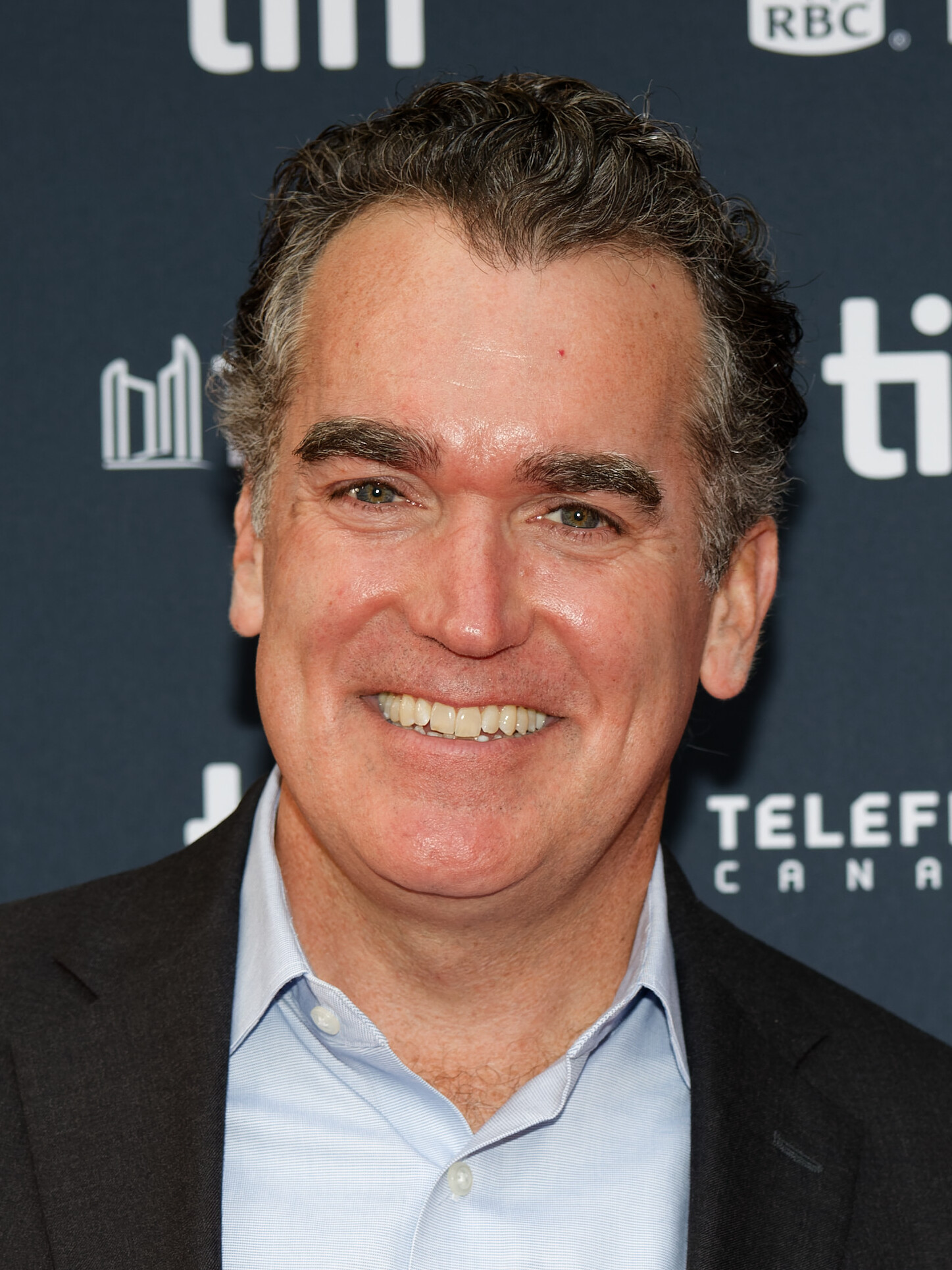
Brian d’Arcy James (* 1968)

- James, Brian Gerard (* 1969), US-amerikanischer Wrestler
- James, Brion (1945–1999), US-amerikanischer Schauspieler
- James, Brion (* 1955), US-amerikanischer Rockmusiker
- James, Bronny (* 2004), US-amerikanischer Basketballspieler

###### James, C
- James, C. L. R. (1901–1989), britischer Kulturkritiker, Journalist, sozialistischer Theoretiker und Schriftsteller
- James, Carlos, vincentischer Politiker
- James, Carwyn (1929–1983), walisischer Rugbyspieler und -trainer
- James, Caryn, US-amerikanische Filmkritikerin, Journalistin, Hochschullehrerin und Schriftstellerin
- James, Charles (1880–1928), britischer Chemiker
- James, Charles (1922–2006), US-amerikanischer Anwalt und Diplomat
- James, Charles Tillinghast (1805–1862), US-amerikanischer Politiker
- James, Chris (* 1987), neuseeländischer Fußballspieler
- James, Chris (* 1995), Musiker
- James, Christopher, 5. Baron Northbourne (1926–2019), britischer Politiker
- James, Clayton (1918–2016), US-amerikanischer Künstler
- James, Cletus Promise (* 1989), nigerianischer Fußballspieler
- James, Clifton (1920–2017), US-amerikanischer Schauspieler
- James, Clifton (1936–2006), US-amerikanischer Blues-Musiker (Schlagzeug)
- James, Colin (1926–2009), britischer anglikanischer Geistlicher und Bischof der Church of England
- James, Colton (* 1988), US-amerikanischer Schauspieler
- James, Comfort (* 2000), nigerianische Mittelstreckenläuferin
- James, Connor (* 1982), kanadischer Eishockeyspieler
- James, Craig T. (* 1941), US-amerikanischer Politiker

###### James, D
- James, D. Geraint (1922–2010), britischer Arzt und Fachmann für Sarkoidose
- James, Dalton (* 1971), US-amerikanischer Schauspieler
- James, Daniel (* 1981), neuseeländischer Schauspieler und Synchronsprecher
- James, Daniel (* 1997), walisischer FußballspielerDaniel James (* 1997)

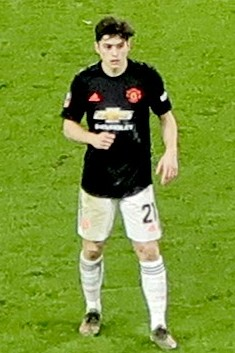
Daniel James (* 1997)

- James, Daniel Lewis (1911–1988), US-amerikanischer Schriftsteller
- James, Daniel, Jr. (1920–1978), US-amerikanischer Luftwaffenoffizier, General der Luftwaffe
- James, Danny, US-amerikanischer Schauspieler, Kameramann und Filmemacher
- James, Daren, malaysischer Hindernisläufer
- James, Darius (* 1954), US-amerikanischer Autor
- James, Darren (* 1965), US-amerikanischer Pornodarsteller
- James, Darwin R. (1834–1908), US-amerikanischer Politiker
- James, David, US-amerikanischer Jazzmusiker (Posaune, Komposition)
- James, David (* 1970), englischer FußballtorhüterDavid James (* 1970)

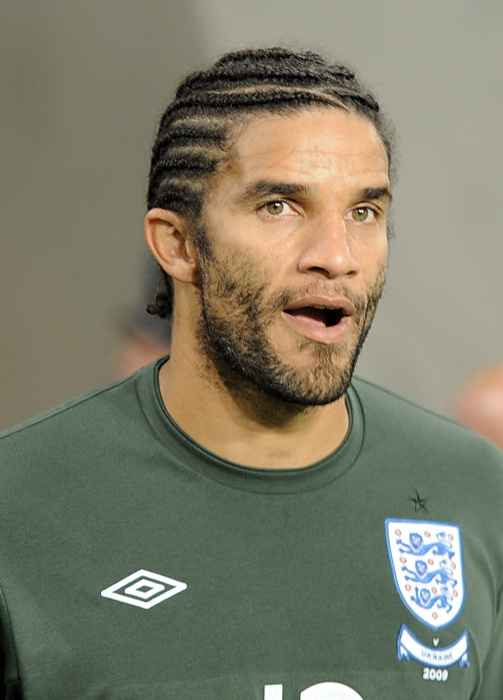
David James (* 1970)

- James, David, südafrikanischer Schauspieler
- James, David Charles (* 1945), britischer anglikanischer Bischof
- James, David F. († 1996), US-amerikanischer Politiker
- James, David, Baron James of Blackheath (* 1937), britischer Geschäftsmann, Krisenmanager und Life Peer der Conservative Party
- James, Deborah (1981–2022), britische Lehrerin, Journalistin und Aktivist für Wohltätigkeit
- James, Deborah Lee (* 1958), US-amerikanische Staatssekretärin
- James, Declan (* 1993), englischer Squashspieler
- James, Dennis (* 1966), deutscher Bodybuilder
- James, Derrick (* 1972), US-amerikanischer Boxer und -trainer
- James, Derwin (* 1996), US-amerikanischer Footballspieler
- James, Diane (* 1959), britische Politikerin (UK Independence Party), MdEP
- James, Dick (1920–1986), britischer Sänger und Musikverleger
- James, Dorian (* 1981), südafrikanischer Badmintonspieler
- James, Duncan (* 1978), britischer Sänger der Band BlueDuncan James (* 1978)

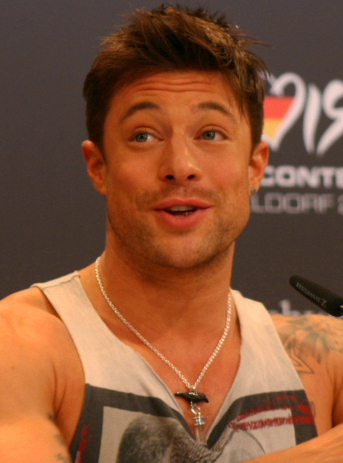
Duncan James (* 1978)

###### James, E
- James, E. L. (* 1963), britische Autorin
- James, E. O. (1888–1972), britischer Anthropologe und Autor
- James, Edgerrin (* 1978), US-amerikanischer American-Football-Spieler
- James, Edison (* 1943), dominicanischer Politiker (UWP), Ministerpräsident (1995–2000)
- James, Edmund J. (1855–1925), US-amerikanischer Wirtschaftswissenschaftler
- James, Edward (1907–1984), britischer Multimillionär, Kunstsammler, Poet, Mäzen und Landschaftskünstler
- James, Edwin (1797–1861), US-amerikanischer Botaniker, Geologe, Sachbuchautor und Bibelübersetzer
- James, Elana (* 1970), US-amerikanische Jazz- und Western-Swing-Geigerin und Sängerin
- James, Elgin, US-amerikanischer Regisseur und Musiker
- James, Elmer (1910–1954), US-amerikanischer Jazz-Bassist des Swing
- James, Elmore (1918–1963), US-amerikanischer Bluesmusiker
- James, Enrico (* 1985), südafrikanischer Badmintonspieler
- James, Erana (* 1999), neuseeländische Schauspielerin
- James, Eric, Baron James of Rusholme (1909–1992), britischer Pädagoge
- James, Esther (1900–1990), neuseeländische Autorin, Erfinderin, Fotomodell, Langstreckengeherin und Bauunternehmerin
- James, Etta (1938–2012), US-amerikanische Rhythm-and-Blues-, Blues-, Gospel-, Rock-’n’-Roll- und JazzsängerinEtta James (1938–2012)

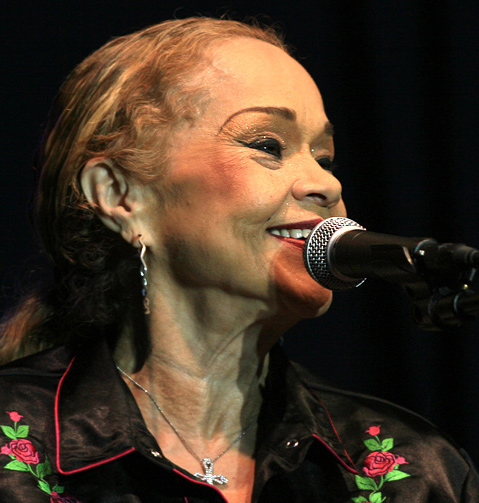
Etta James (1938–2012)

###### James, F

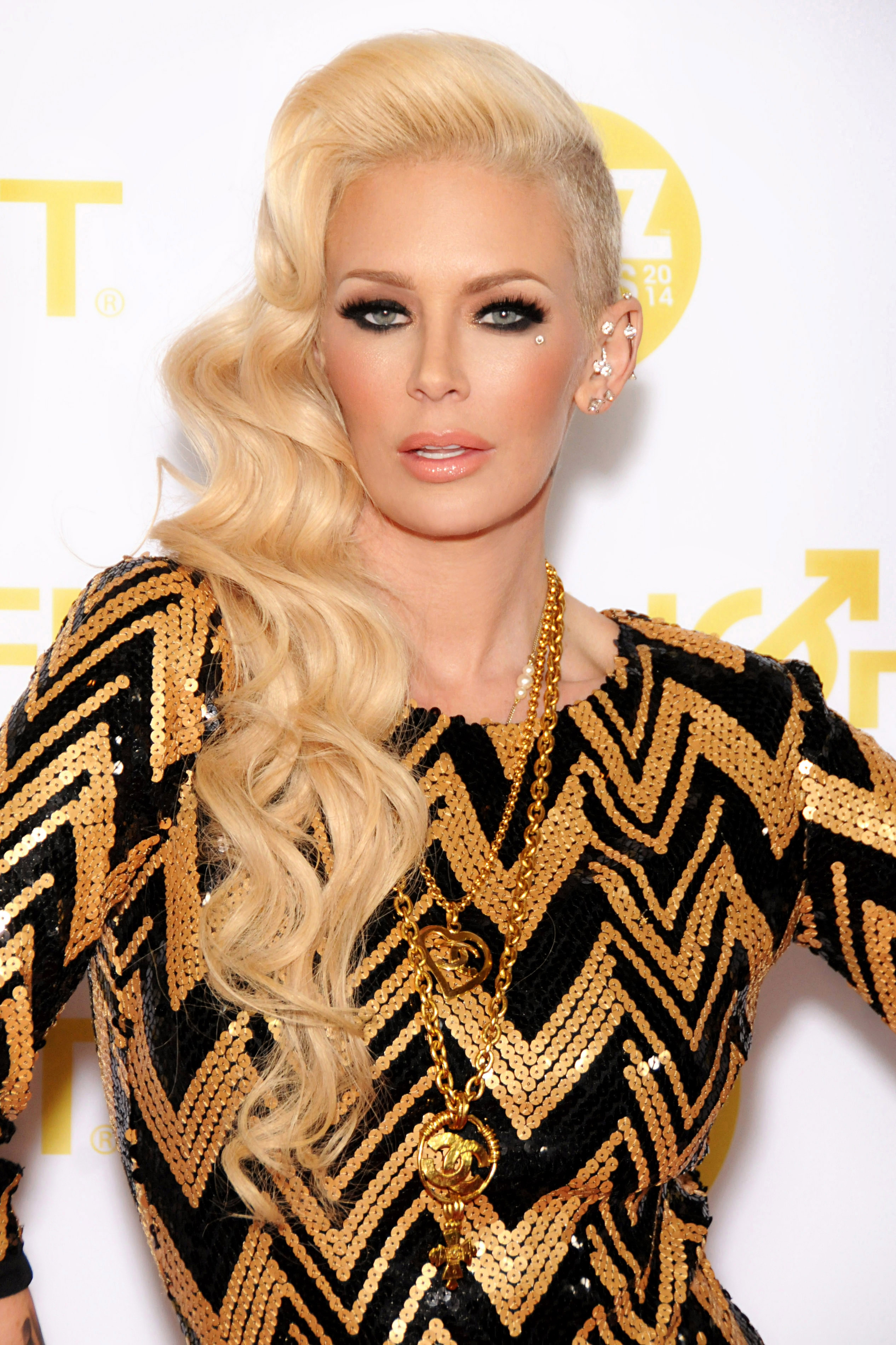
Jenna Jameson (* 1974)

- James, Fob (* 1934), US-amerikanischer Footballspieler und Politiker
- James, Frances (1903–1988), kanadische Sopranistin und Musikpädagogin
- James, Frances Crews (* 1930), US-amerikanische Ornithologin, Ökologin und Hochschullehrerin
- James, Francis (1799–1886), US-amerikanischer Politiker
- James, Frank (1843–1915), US-amerikanischer Mann, Bruder von Jesse James
- James, Freda (1911–1988), britische Tennisspielerin

###### James, G
- James, Gavin (* 1991), irischer Popmusiker
- James, Geoffrey (* 1942), britisch-kanadischer Fotograf
- James, George (1906–1995), amerikanischer Jazzmusiker (Saxophon, Klarinette, Flöte)
- James, George Payne Rainsford (1799–1860), englischer Diplomat und Schriftsteller
- James, Geraldine (* 1950), britische Schauspielerin
- James, Gérard (* 1942), französischer Artdirector und Szenenbildner
- James, Glenn (1882–1961), US-amerikanischer Mathematiker
- James, Graham (* 1951), britischer anglikanischer Bischof, Mitglied des House of Lords
- James, Grant (1935–2022), US-amerikanischer Schauspieler und Synchronsprecher

###### James, H
- James, Hannah (* 1993), US-amerikanisch-britische Schauspielerin
- James, Harold (1868–1948), britischer Bogenschütze
- James, Harold (* 1956), britischer Historiker
- James, Harry (1916–1983), US-amerikanischer Trompeter und Bandleader
- James, Hayden, australischer DJ, Songwriter und Musikproduzent
- James, Helen F. (* 1956), US-amerikanische Paläontologin und Paläornithologin
- James, Henry (1803–1877), englischer Offizier und Geodät
- James, Henry (1843–1916), amerikanisch-britischer SchriftstellerHenry James (1843–1916)

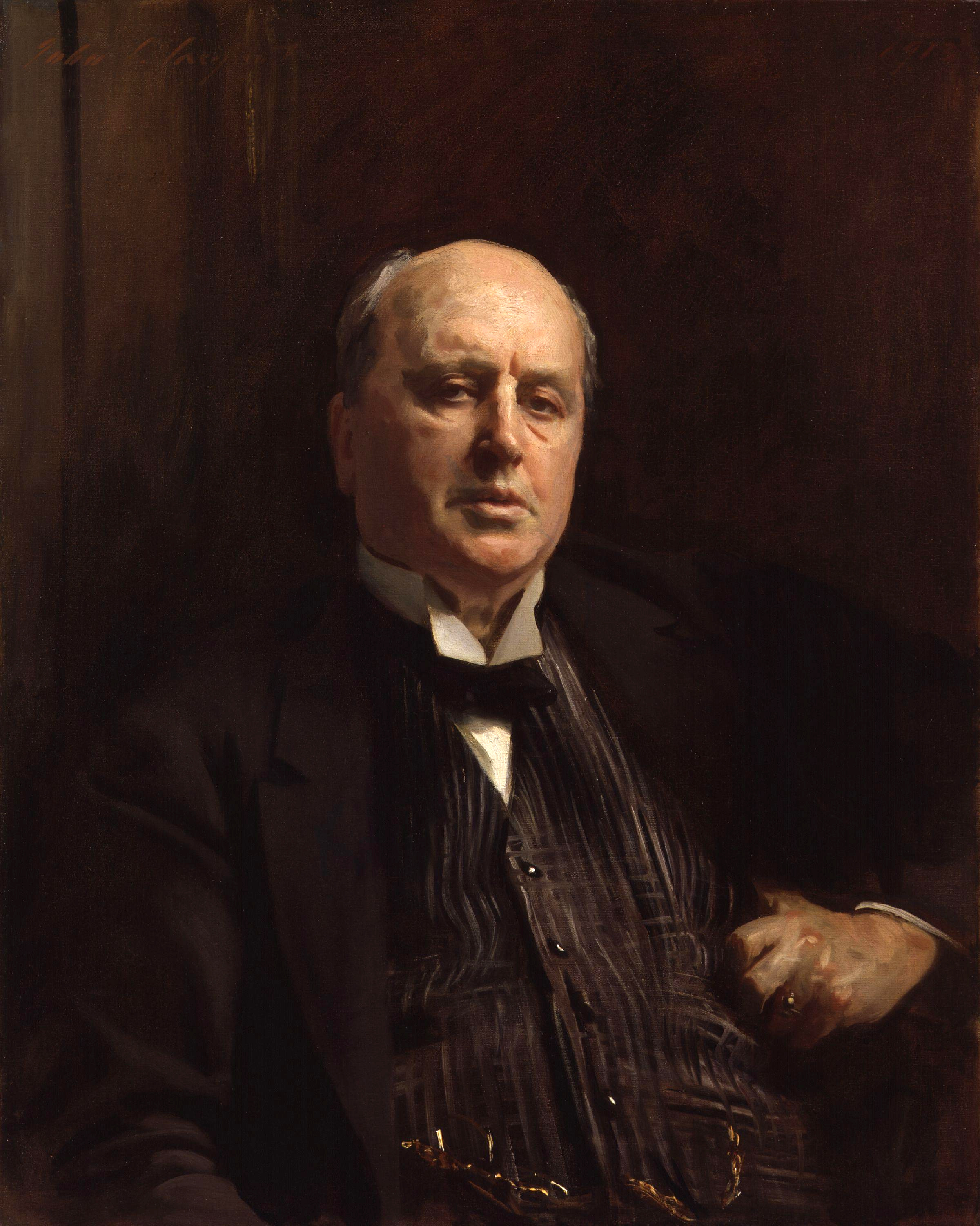
Henry James (1843–1916)

- James, Henry, 1. Baron James of Hereford (1828–1911), britischer Politiker, Mitglied des House of Commons und Jurist
- James, Hilda (1904–1982), britische Freistil-Schwimmerin
- James, Hinton (1884–1948), US-amerikanischer Politiker
- James, Huw Rhys, britischer Pianist, Dirigent und Chorleiter

###### James, I
- James, Ian (* 1974), britischer Autorennfahrer
- James, Ida (1920–1986), US-amerikanische Sängerin und Schauspielerin
- James, Ifor (1931–2004), britischer Hornist
- James, Ioan (1928–2025), britischer Mathematiker

###### James, J
- James, James (1833–1902), walisischer Harfist
- James, Jamie (* 1953), kanadischer Gitarrist, Sänger und Songwriter
- James, Jane Elizabeth Manning (1822–1908), frühe schwarze Konvertitin der Mormonen
- James, Janelle (* 1979), US-amerikanische Stand-up-Comedian
- James, Jasper, britischer Drehbuchautor und Regisseur
- James, Jean-Paul (* 1952), französischer Geistlicher, römisch-katholischer Erzbischof von Bordeaux
- James, Jeffrey Russell (* 1944), britischer Botschafter
- James, Jerome (* 1975), US-amerikanischer Basketballspieler
- James, Jerome (* 1981), belizischer Fußballspieler
- James, Jesse (1847–1882), US-amerikanischer BanditJesse James (1847–1882)

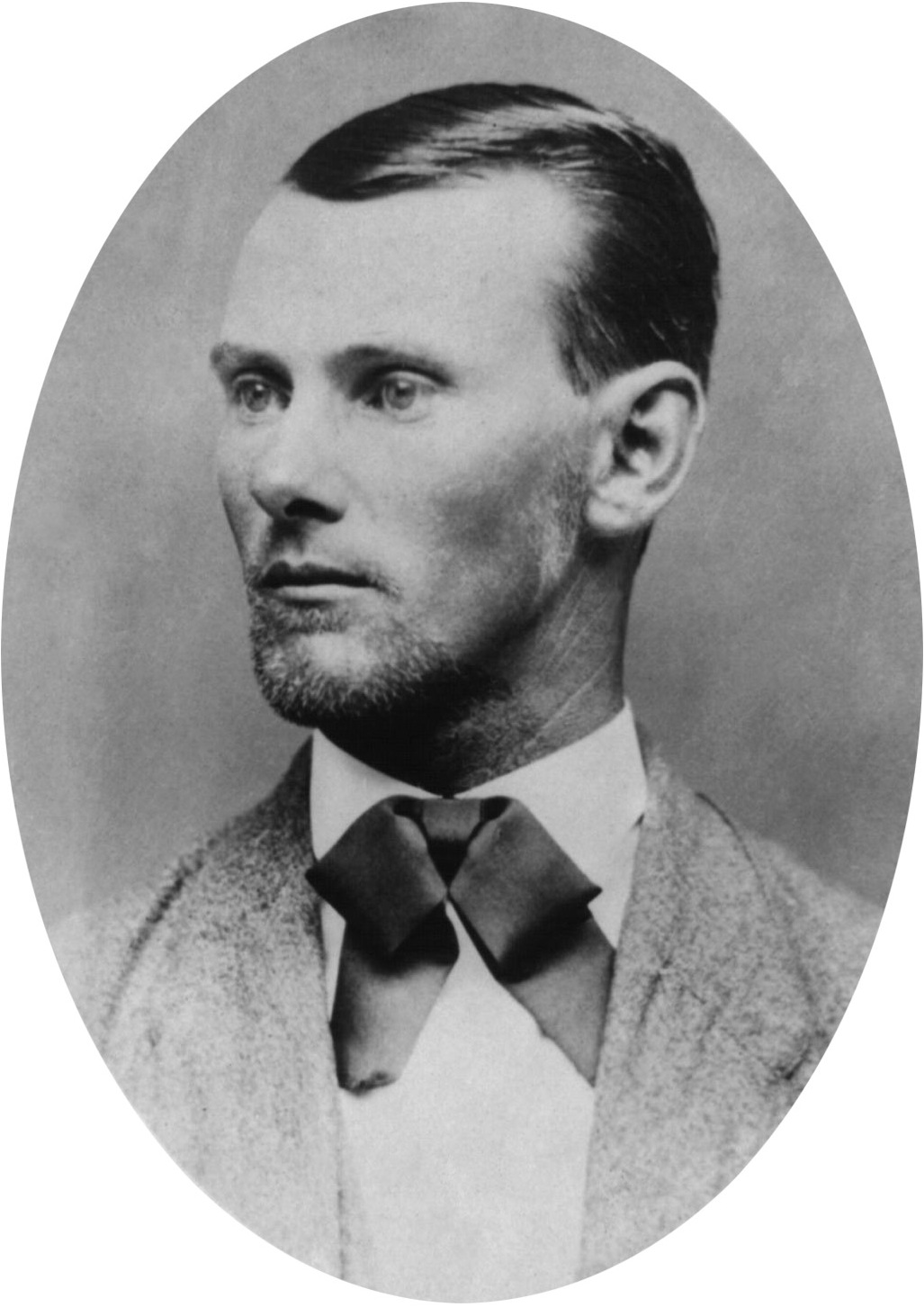
Jesse James (1847–1882)

- James, Jesse (* 1969), US-amerikanischer Unternehmer und Moderator
- James, Jesse (* 1989), US-amerikanischer Schauspieler
- James, Jimmy (* 1982), deutscher Basketballspieler
- James, John (1673–1746), englischer Architekt
- James, John (1914–2002), britischer Rennfahrer
- James, John (1937–2024), britischer Ruderer
- James, John (* 1949), US-amerikanischer American-Football-Spieler
- James, John (* 1956), US-amerikanischer Schauspieler
- James, John (* 1981), US-amerikanischer Politiker
- James, John Kingston (1784–1869), Oberbürgermeister von Dublin
- James, Jonathan (1983–2008), US-amerikanischer Black-Hat-Hacker
- James, Joni (1930–2022), US-amerikanische Sängerin
- James, José (* 1978), US-amerikanischer Jazzsänger
- James, Joseph (1925–1952), US-amerikanischer Automobilrennfahrer
- James, Josh, US-amerikanischer Musiker
- James, Joshua, britischer Schauspieler
- James, Joshua (1826–1902), US-amerikanischer Seenotretter und Kapitän
- James, Joy (* 1958), US-amerikanische Philosophin und Hochschullehrerin
- James, Julius (* 1984), Fußballspieler aus Trinidad und Tobago

###### James, K
- James, Karl (* 1967), antiguanischer Regattasegler
- James, Kenna (* 1963), US-amerikanischer Pokerspieler
- James, Kenna (* 1995), US-amerikanische Pornodarstellerin
- James, Kery (* 1977), französischer Rapper
- James, Kevin (* 1965), US-amerikanischer SchauspielerKevin James (* 1965)

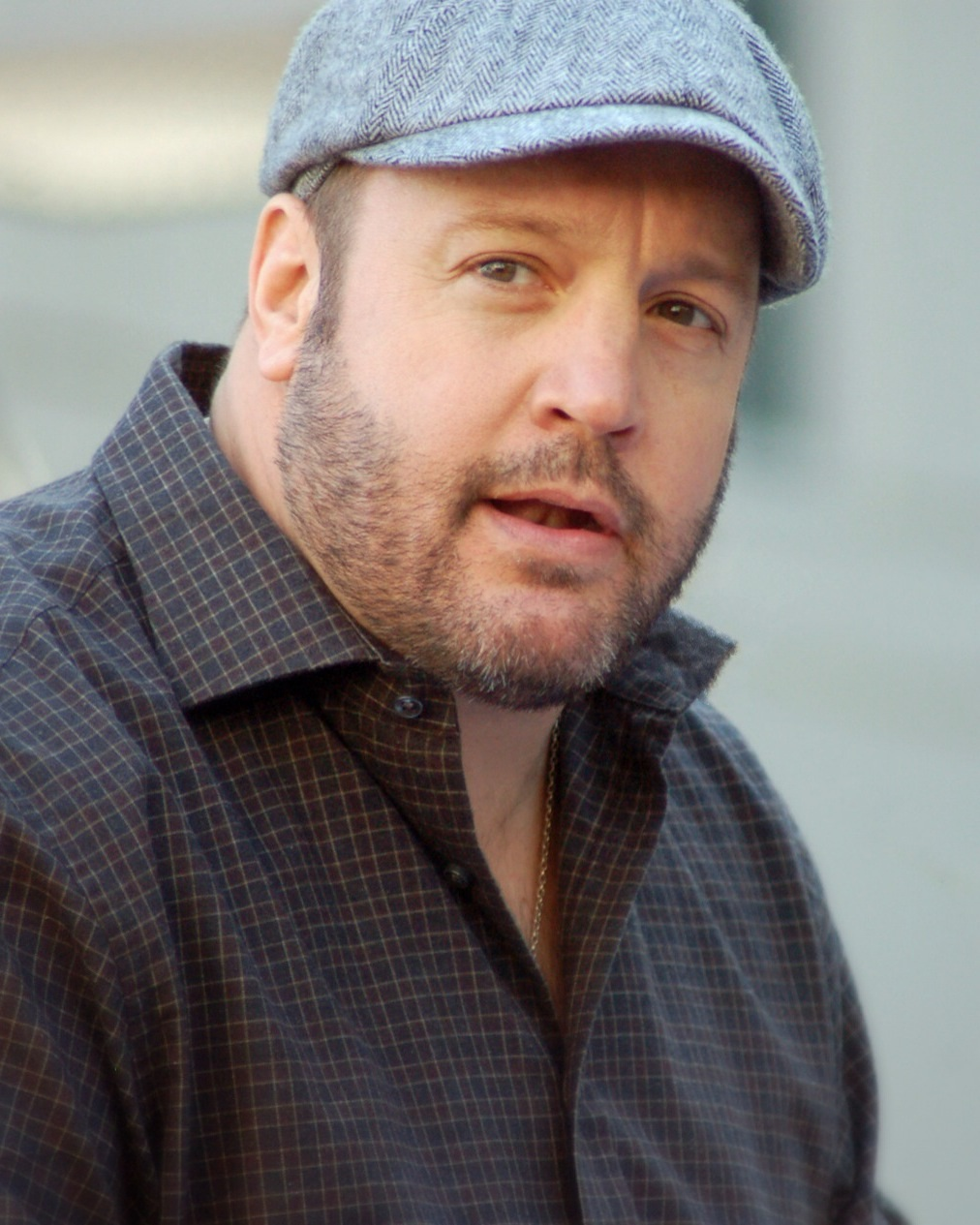
Kevin James (* 1965)

- James, Kiana (* 1997), amerikanische Wrestlerin
- James, Kirani (* 1992), grenadischer Leichtathlet
- James, Kirstie (* 1989), neuseeländische Radsportlerin

###### James, L
- James, Larry (1947–2008), US-amerikanischer Leichtathlet
- James, Larry D. (* 1956), US-amerikanischer Offizier, Generalleutnant der US Air Force
- James, Laura (* 1990), US-amerikanische Schauspielerin und Modell
- James, Lauren (* 2001), englische Fußballspielerin
- James, LeBron (* 1984), US-amerikanischer Basketballspieler
- James, Lee (1953–2023), US-amerikanischer Gewichtheber
- James, Lee (* 1979), südkoreanischer Opernsänger
- James, Leela (* 1983), US-amerikanische Soulsängerin
- James, Leifur, englischer Plattenproduzent und Komponist
- James, Lennie (* 1965), britischer Schauspieler
- James, Leon (* 2001), englisch-thailändischer Fußballspieler
- James, Letitia (* 1958), US-amerikanische Juristin und Politikerin
- James, Liam (* 1996), kanadischer Schauspieler
- James, Lily (* 1989), britische SchauspielerinLily James (* 1989)

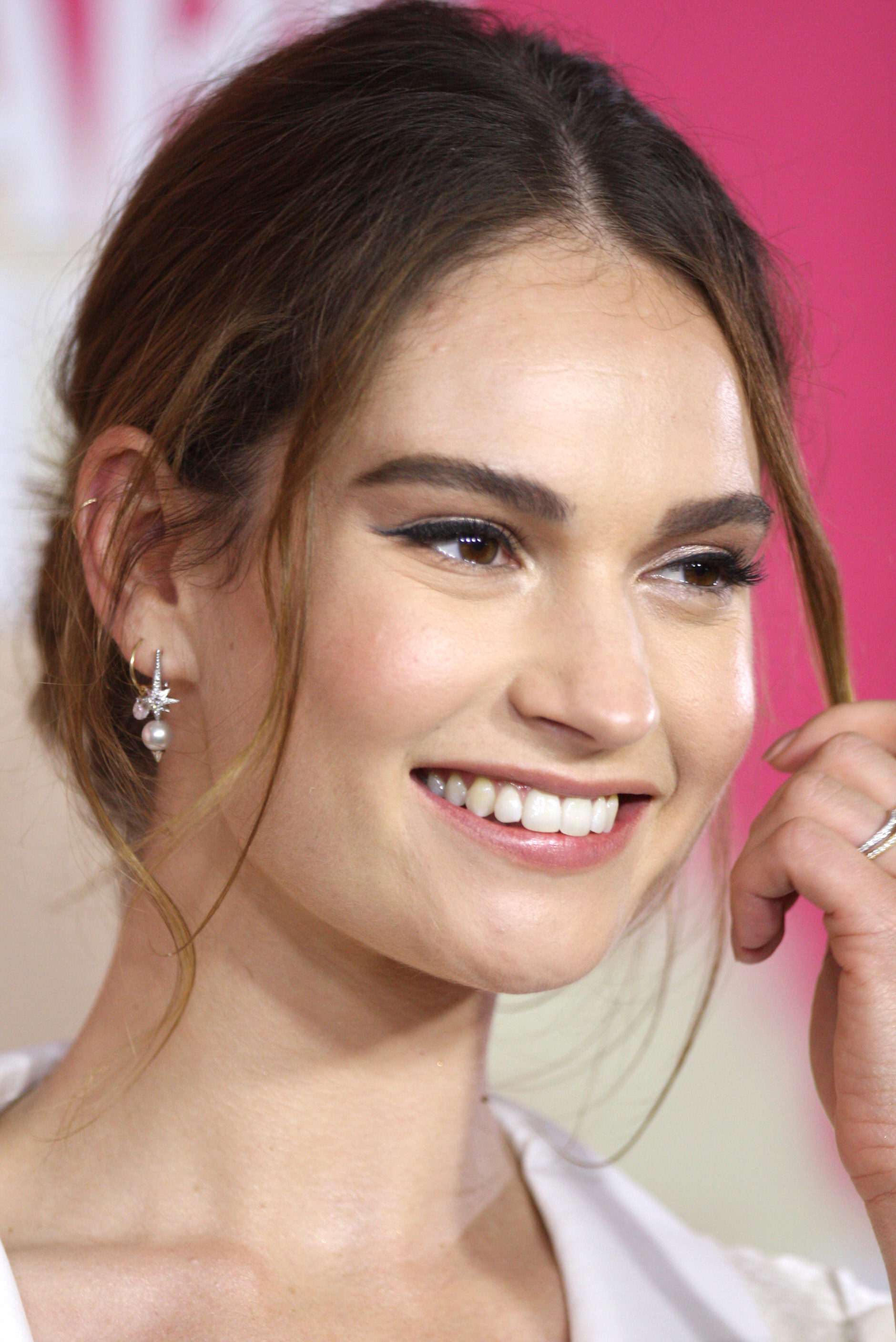
Lily James (* 1989)

- James, Lizha (* 1982), mosambikanische Sängerin
- James, Lucas, argentinischer Polospieler

###### James, M
- James, M. E. Clifton (1898–1963), australisch-englischer Schauspieler und Soldat
- James, Manjrekar (* 1993), dominicanisch-kanadischer Fußballspieler
- James, Margot (* 1957), britische Politikerin
- James, Marianne (* 1962), französische Sängerin
- James, Mark (1940–2024), US-amerikanischer Songwriter
- James, Mark (* 1953), englischer Golfer
- James, Marlon (* 1970), jamaikanischer Schriftsteller
- James, Marshall (* 1970), walisischer Dartspieler
- James, Marvin (* 1989), Schweizer Snowboarder
- James, Matthew, US-amerikanischer Schauspieler
- James, Matty (* 1991), englischer Fußballspieler
- James, Merlin (* 1960), britischer Maler, Autor und Kritiker
- James, Mickie (* 1979), US-amerikanische WrestlerinMickie James (* 1979)

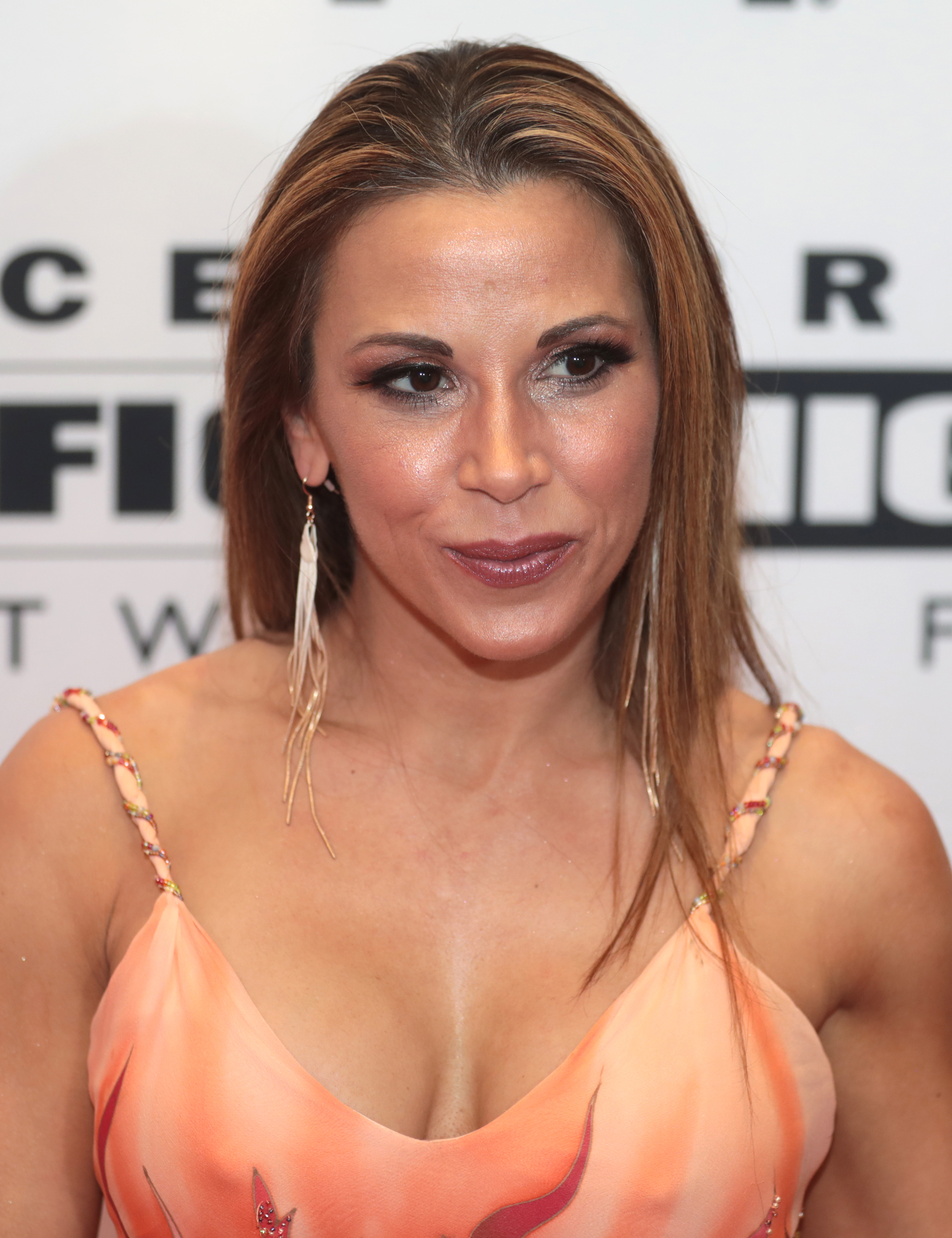
Mickie James (* 1979)

- James, Mike (* 1975), US-amerikanischer Basketballspieler
- James, Mike (* 1990), amerikanischer Basketballspieler
- James, Molvin (* 1989), antiguanischer Fußballtorhüter
- James, Monday (* 1986), nigerianischer Fußballspieler
- James, Montague Rhodes (1862–1936), britischer Horror- und Fantasyautor
- James, Morgan (* 1981), US-amerikanische Sängerin und Musicaldarstellerin
- James, Morrice, Baron St Brides (1916–1989), britischer Diplomat und Mitglied des Oberhauses (Conservative Party)

###### James, N
- James, Nayana (* 1995), indische Weitspringerin
- James, Nick, britischer Schauspieler
- James, Nick, britischer Filmkritiker, Autor und Kurator
- James, Nikki M. (* 1981), US-amerikanische Schauspielerin, Regisseurin, Sängerin und Musicaldarstellerin

###### James, O
- James, Oliver (* 1980), britischer Musiker, Songwriter und Schauspieler
- James, Ollie Murray (1871–1918), US-amerikanischer Politiker

###### James, P
- James, P. D. (1920–2014), britische Krimi-SchriftstellerinP. D. James (1920–2014)

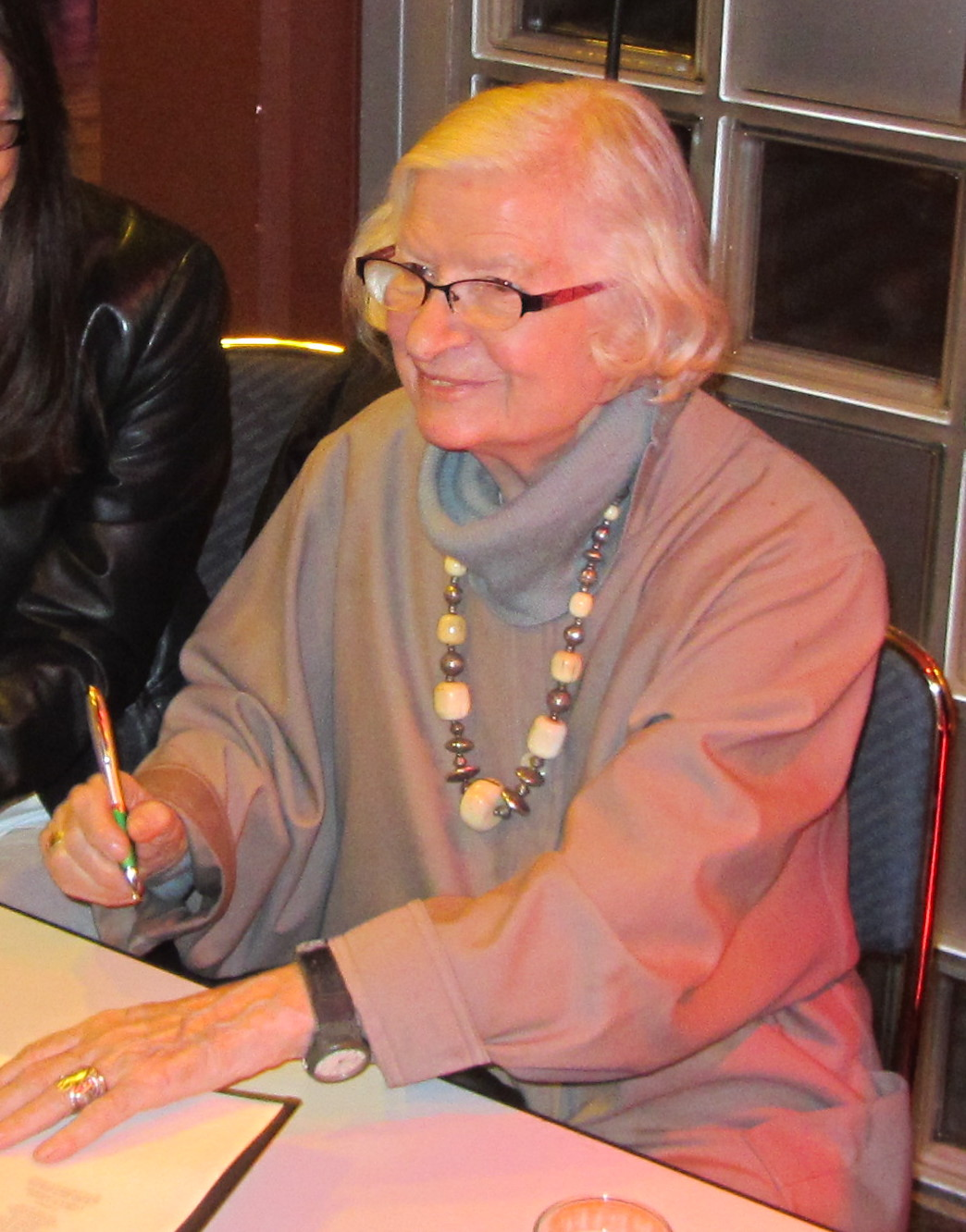
P. D. James (1920–2014)

- James, Patrick (* 1957), kanadischer Politikwissenschaftler und Hochschullehrer
- James, Paul, US-amerikanischer Schauspieler
- James, Paul (* 1982), walisischer Rugbyspieler
- James, Paul J. (* 1964), englischer Basketballtrainer und -spieler
- James, Pell (* 1977), US-amerikanische Schauspielerin
- James, Peter (1924–1997), britischer Filmarchitekt
- James, Peter (* 1947), australischer Kameramann
- James, Peter (* 1948), britischer Schriftsteller und FilmproduzentPeter James (* 1948)

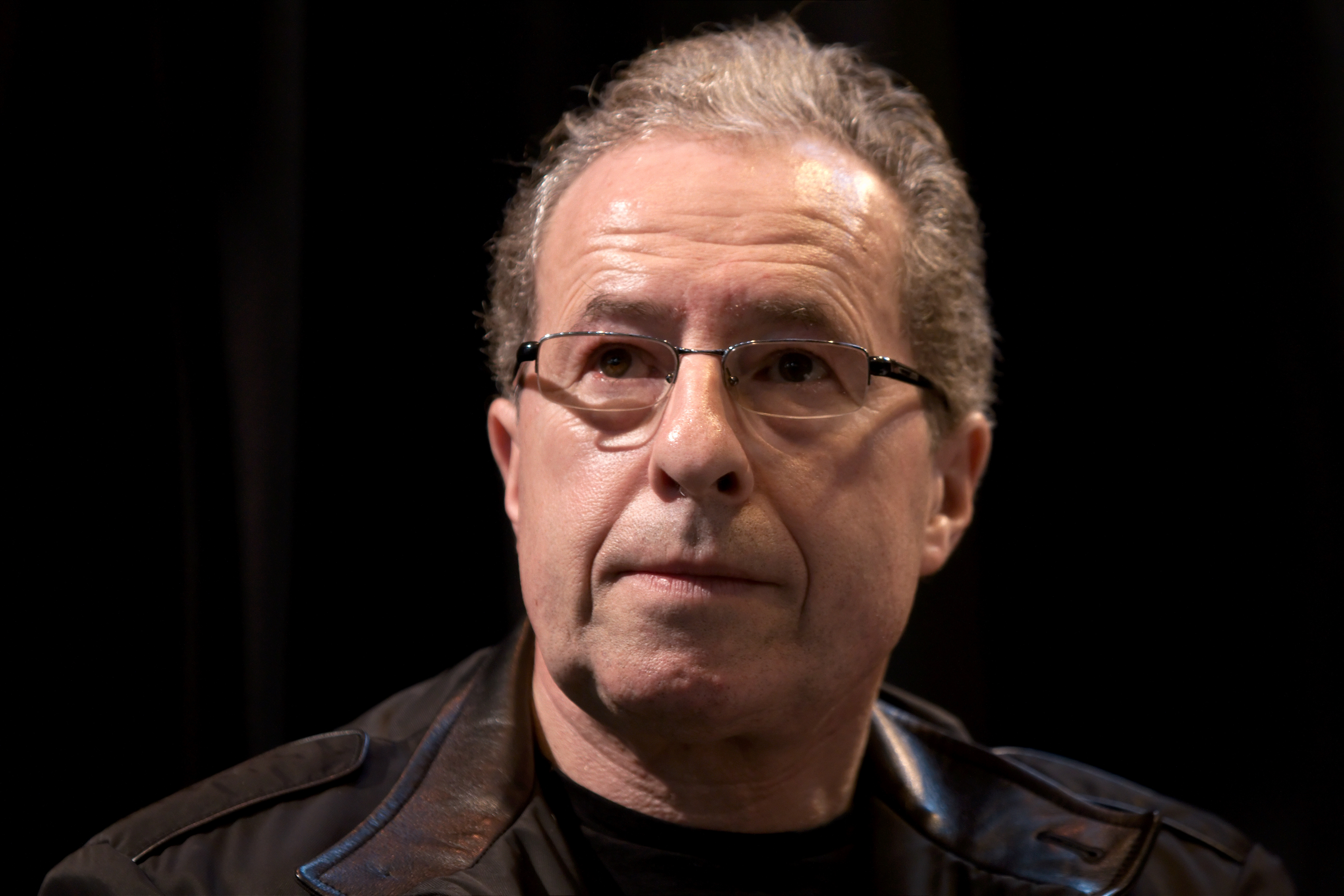
Peter James (* 1948)

- James, Pinocchio (* 1927), US-amerikanischer Jazzsänger

###### James, R
- James, Ralph A. (1920–1973), US-amerikanischer Chemiker
- James, Ra’Shad (* 1990), US-amerikanischer Basketballspieler
- James, Rebecca (* 1991), britische Radrennfahrerin
- James, Reece (* 1999), englischer Fußballspieler
- James, Reginald (1891–1964), britischer Physiker
- James, Renick (* 1987), belizischer Judoka
- James, Reuben († 1838), amerikanischer Marinesoldat
- James, Richard (* 1956), australischer Bildungswissenschaftler, Hochschullehrer und Sprinter
- James, Richard (* 1979), jamaikanischer Sprinter
- James, Richard D. (* 1952), US-amerikanischer Mathematiker und Ingenieur
- James, Richard T. (1910–1965), US-amerikanischer Politiker
- James, Rick (1948–2004), US-amerikanischer Sänger, Songwriter und MusikproduzentRick James (1948–2004)

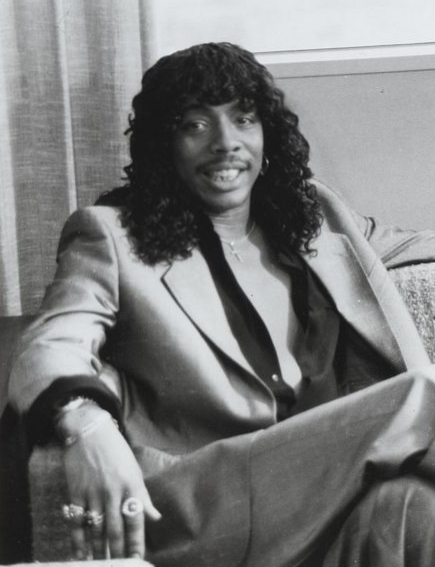
Rick James (1948–2004)

- James, Robert (1703–1776), englischer Arzt
- James, Robert C. (1918–2003), US-amerikanischer Mathematiker
- James, Rorer A. (1859–1921), US-amerikanischer Politiker
- James, Russell (* 1962), australischer Fotograf

###### James, S
- James, Sabatina (* 1982), pakistanisch-österreichische Autorin und Konvertitin
- James, Sam (* 1996), deutsch-britischer Sänger, Rapper, Songwriter und Musikproduzent
- James, Sara (* 2008), polnische Popsängerin
- James, Scott (* 1994), australischer Snowboarder
- James, Selma (* 1930), US-amerikanische Schriftstellerin, Feministin und Sozialaktivistin
- James, Seth, US-amerikanischer Countrysänger und Gitarrist
- James, Shawn (* 1983), US-amerikanischer Basketballspieler
- James, Siân (* 1959), britische Abgeordnete des Unterhauses
- James, Sidney (1913–1976), südafrikanisch-britischer Schauspieler
- James, Simon (* 1967), englischer Künstler
- James, Skip (1902–1969), US-amerikanischer Bluessänger, -gitarrist und -pianist
- James, Sondra (1939–2021), US-amerikanische Schauspielerin und Synchronsprecherin
- James, Sonny (1928–2016), US-amerikanischer Country-Sänger
- James, Stafford (* 1946), US-amerikanischer Jazz-Bassist
- James, Stanislaus (1919–2011), lucianischer Politiker, Generalgouverneur von St. Lucia
- James, Stephan (* 1993), kanadischer FilmschauspielerStephan James (* 1993)

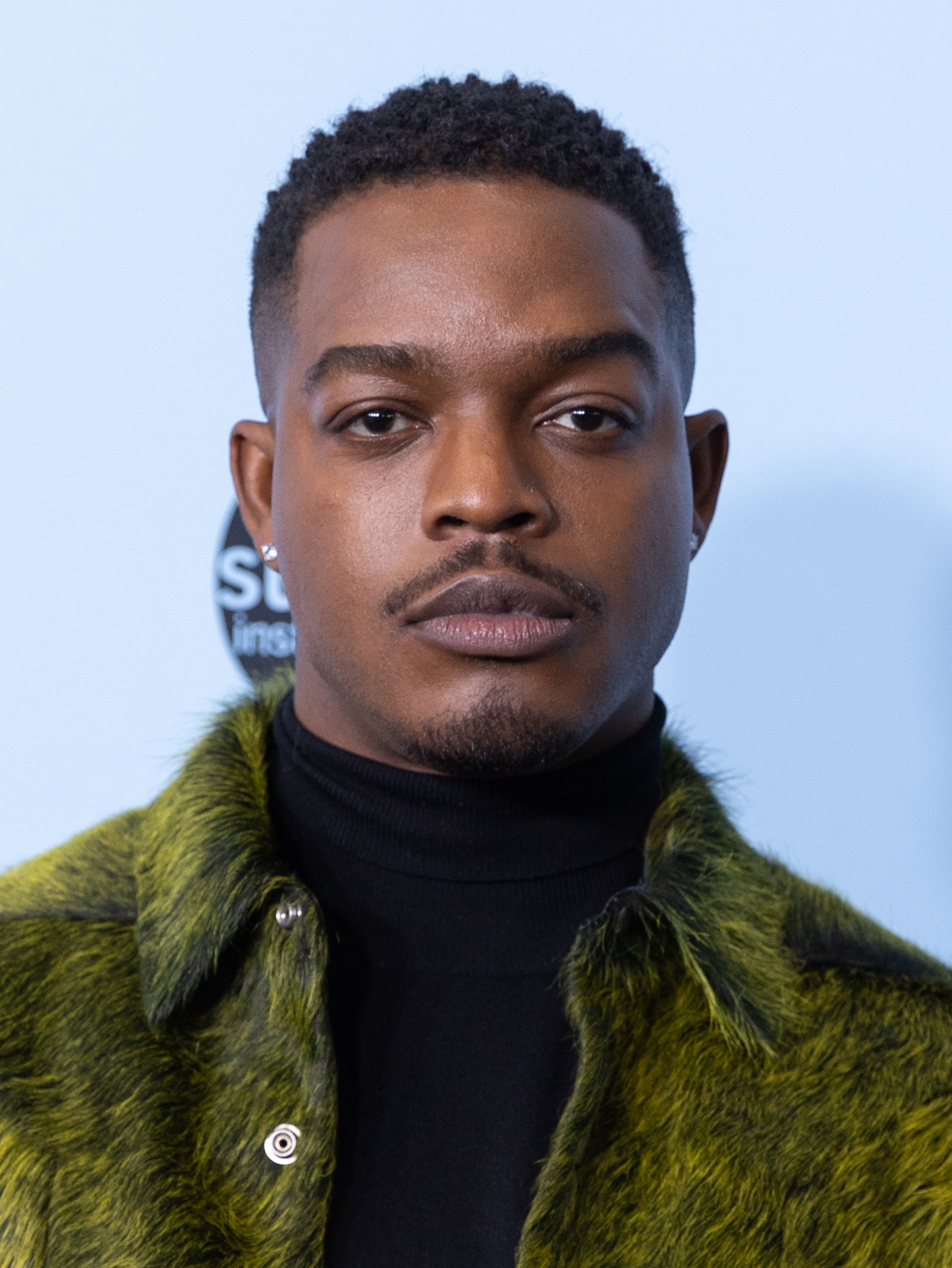
Stephan James (* 1993)

- James, Stephen, kanadischer Spezialeffektkünstler
- James, Steve (1952–1993), US-amerikanischer Schauspieler
- James, Steve (* 1953), US-amerikanischer Filmregisseur, Filmproduzent und Filmeditor
- James, Steve (* 1961), englischer Snookerspieler
- James, Susan (* 1955), britische Speerwerferin
- James, Sylvester (1947–1988), US-amerikanischer Musiker

###### James, T
- James, Taylor (* 1980), britischer Filmschauspieler
- James, Ted (1918–1995), US-amerikanischer Politiker
- James, Tessa (* 1991), australische Schauspielerin
- James, Theo (* 1984), britischer Schauspieler und ModelTheo James (* 1984)

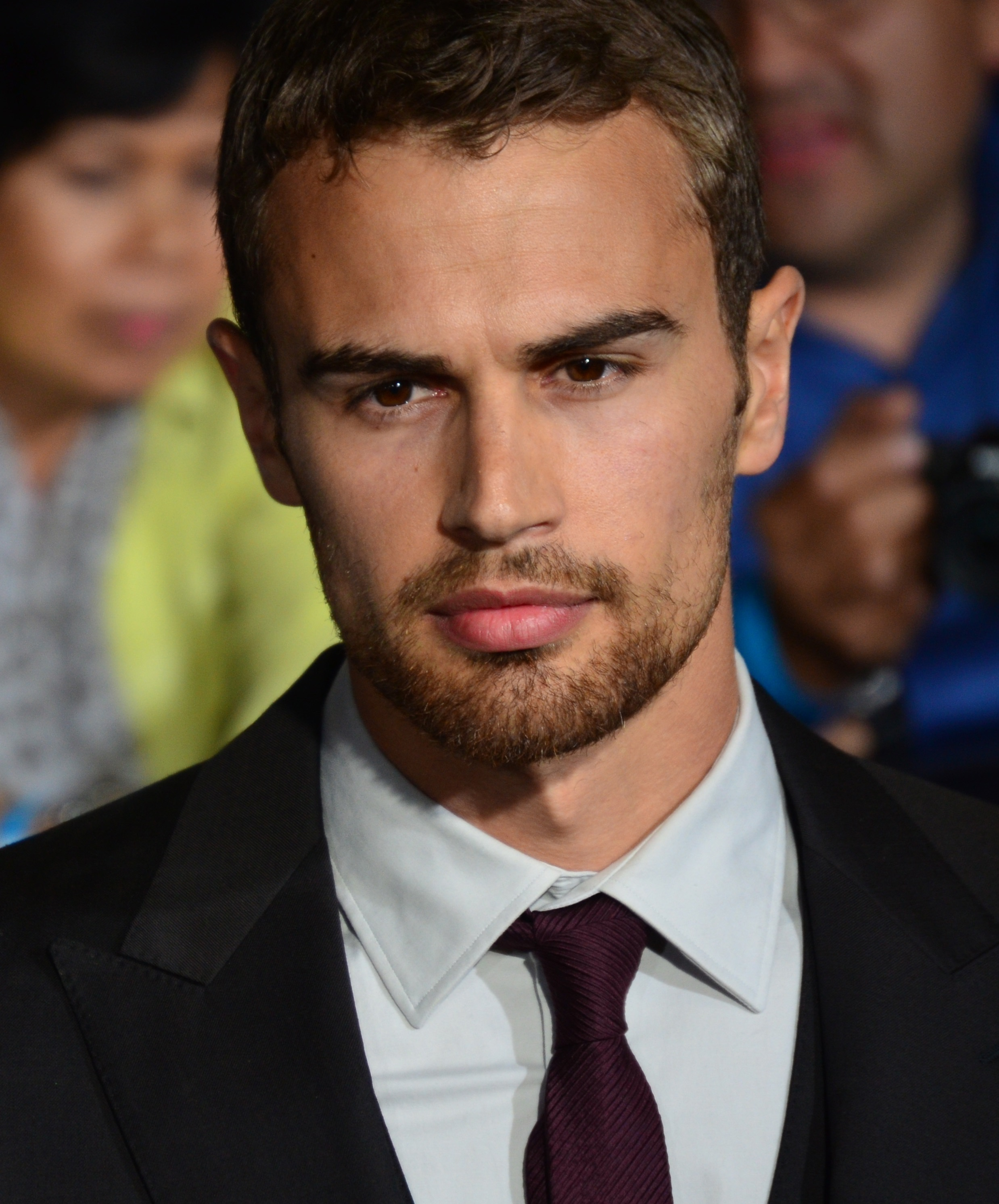
Theo James (* 1984)

- James, Thomas (1572–1629), britischer Bibliothekar, Übersetzer und Geistlicher
- James, Thomas (1593–1635), englischer Seefahrer
- James, Thomas Garnet Henry (1923–2009), britischer Ägyptologe
- James, Thomas Lemuel (1831–1916), US-amerikanischer Politiker
- James, Thomas S. junior (* 1963), US-amerikanischer Offizier, Generalleutnant der US Army
- James, Tiffany (* 1997), jamaikanische Sprinterin
- James, Tjalling (1906–1983), niederländischer Ruderer
- James, Tom (* 1984), britischer Ruderer
- James, Tom (* 1987), walisischer Rugbyspieler
- James, Tom (* 1996), walisischer Fußballspieler
- James, Tony (* 1953), britischer Musiker
- James, Trevor (* 1959), australischer Badmintonspieler
- James, Tristan (* 1997), dominicanischer Weitspringer

###### James, V
- James, Vanessa (* 1987), französische Eiskunstläuferin
- James, Verda (1901–1991), US-amerikanische Politikerin (Republikanische Partei)
- James, Veruca (* 1985), US-amerikanische Pornodarstellerin

###### James, W
- James, W. Frank (1873–1945), US-amerikanischer Politiker
- James, Wendy (* 1966), britische Sängerin
- James, William (1780–1827), britischer Marinehistoriker
- James, William (1842–1910), US-amerikanischer Psychologe und Philosoph
- James, William (* 1991), britisch-schwedischer American-Football-Spieler
- James, William H. (1831–1920), US-amerikanischer Politiker
- James, William Owen (1900–1978), englischer Botaniker und Biochemiker

##### James-

###### James-C
- James-Collier, Rob (* 1976), britischer SchauspielerRob James-Collier (* 1976)

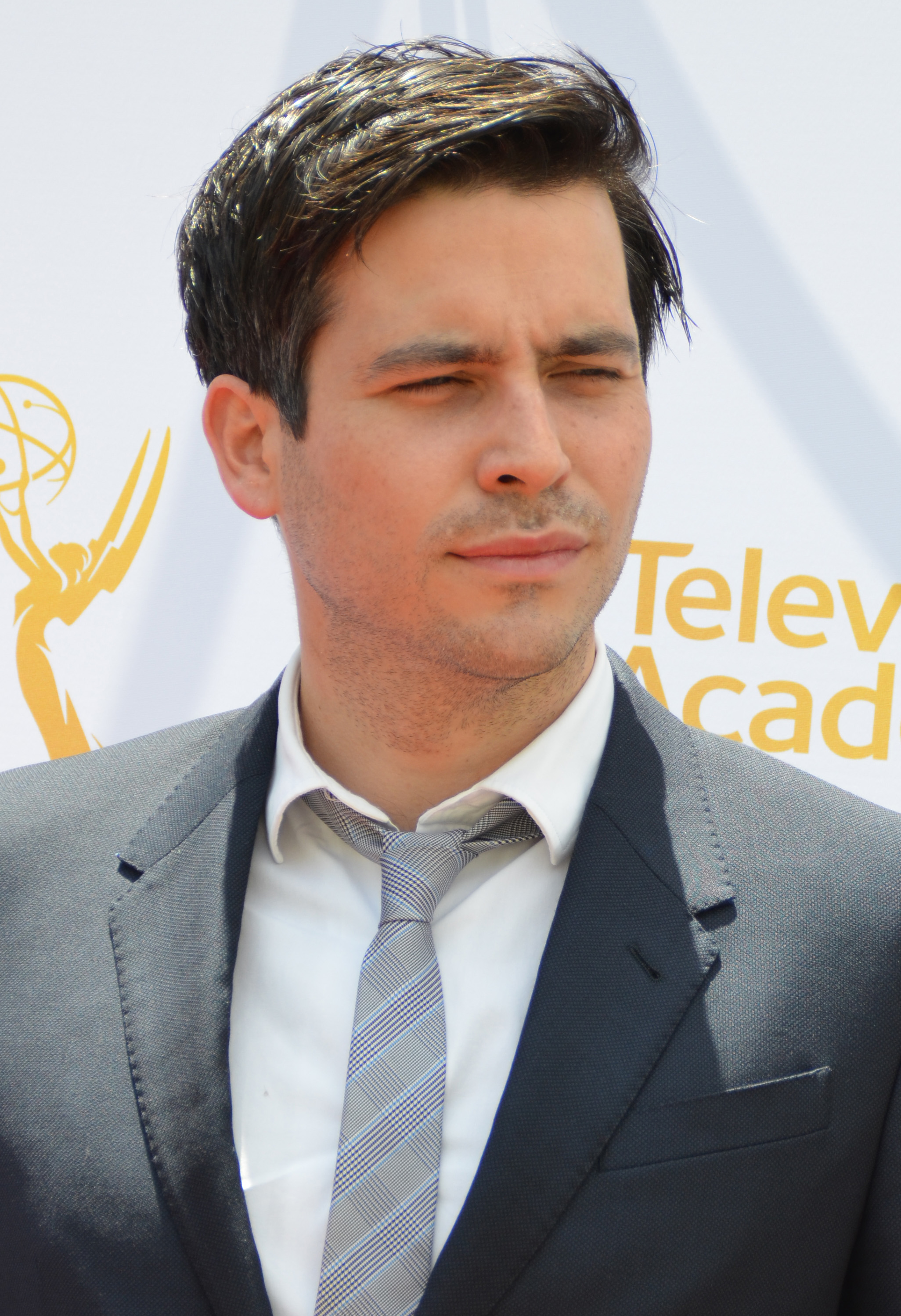
Rob James-Collier (* 1976)

###### James-K
- James-King, Malik (* 1999), jamaikanischer Leichtathlet

###### James-T
- James-Turner, Angharad (* 1994), walisische Fußballspielerin

##### Jameso
- Jameson, Andy (* 1965), britischer Schwimmer
- Jameson, Anna (1794–1860), Schriftstellerin
- Jameson, Antony (* 1934), britischer Ingenieurwissenschaftler
- Jameson, Arlen D. (1940–2021), US-amerikanischer Offizier, Generalleutnant der US Air Force
- Jameson, Egon (1895–1969), deutsch-britischer Publizist und Autor
- Jameson, Fredric (1934–2024), US-amerikanischer politischer Marxist, Literaturkritiker und -theoretiker
- Jameson, Helen (* 1963), britische Schwimmerin
- Jameson, Jenna (* 1974), US-amerikanische Pornodarstellerin, Pornofilmproduzentin und -regisseurin, Schauspielerin sowie UnternehmerinJenna Jameson (* 1974)
- Jameson, Jerry (* 1934), US-amerikanischer Filmregisseur und Filmeditor
- Jameson, John (1802–1857), US-amerikanischer Politiker
- Jameson, John Franklin (1859–1937), US-amerikanischer Historiker und Hochschullehrer
- Jameson, John Gordon (1878–1955), britischer Politiker und Jurist
- Jameson, Johnny (* 1958), nordirischer Fußballspieler
- Jameson, Joyce (1932–1987), US-amerikanische Schauspielerin
- Jameson, Leander (1853–1917), südafrikanischer Premierminister und Anführer des Jameson Raid
- Jameson, Louise (* 1951), britische Schauspielerin
- Jameson, Malcolm (1891–1945), amerikanischer Science-Fiction-Autor
- Jameson, Margaret Storm (1891–1986), englische Schriftstellerin
- Jameson, Michael H. (1924–2004), US-amerikanischer Altphilologe, Epigraphiker und Archäologe
- Jameson, Robert (1774–1854), schottischer Naturhistoriker und Geologe
- Jameson, Tameka (* 1989), nigerianisch-US-amerikanische Hürdenläuferin
- Jamesone, George, schottischer Porträt- und Miniaturmaler

#### Jamet
- Jamet, France (* 1961), französische Politikerin (RN), MdEP
- Jamet, Nicole (* 1948), französische Schauspielerin
- Jamet, Pierre (1893–1991), französischer Harfenist und Musikpädagoge

### Jamg
- Jamgön Ju Mipham Gyatsho (1846–1912), Autor und Lama der Nyingma-Schule des tibetischen Buddhismus
- Jamgön Kongtrül Lodrö Thaye (1813–1899), Meister des tibetischen Buddhismus

### Jami
- Jami, Ehsan (* 1985), niederländischer Islamkritiker iranischer Herkunft
- Jami, Hakim († 2021), US-amerikanischer Jazzmusiker (Tuba, Kontrabass)
- Jamie T (* 1986), britischer Musiker
- Jamie xx (* 1988), englischer Musiker und Musikproduzent und Gründungsmitglied der Indie-Band The xxJamie xx (* 1988)

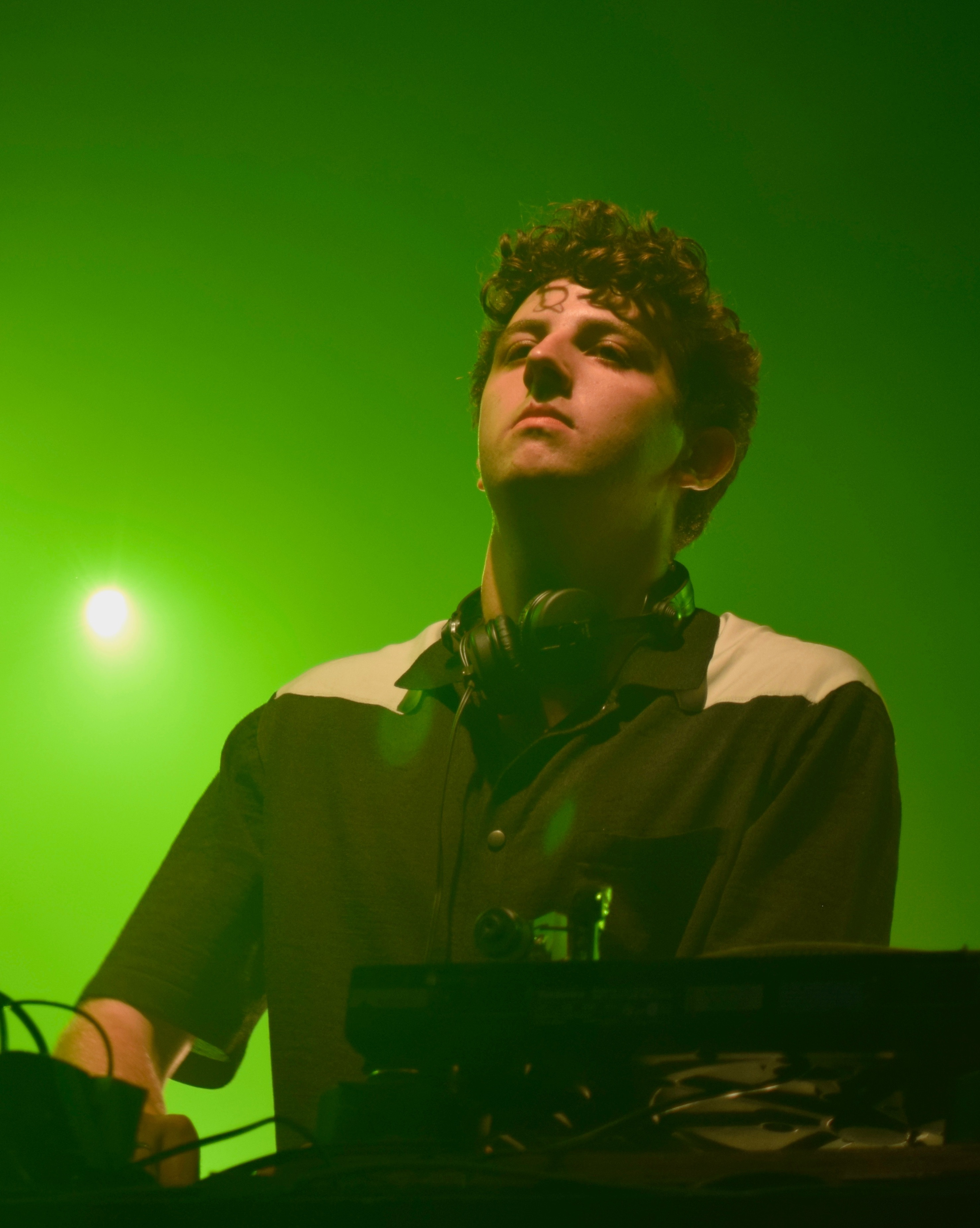
Jamie xx (* 1988)

- Jamie, Cameron (* 1969), US-amerikanischer Multimedia- und Performancekünstler
- Jamieson, Adam (* 1996), kanadischer Radsportler
- Jamieson, Alix (* 1942), britische Weitspringerin, Sprinterin und Hochspringerin
- Jamieson, Benjamin (1874–1915), kanadischer Lacrossespieler
- Jamieson, Bradford IV (* 1996), US-amerikanischer Fußballspieler und -trainer
- Jamieson, Brian (* 1969), US-amerikanischer Ruderer
- Jamieson, Cathy (* 1956), schottische Politikerin (Labour Party), Mitglied des House of Commons
- Jamieson, Colin (* 1948), schottischer Schlagzeuger, Perkussionist und Songschreiber
- Jamieson, Dale (* 1947), US-amerikanischer Hochschullehrer, Professor für Umweltwissenschaften, Philosophie und Rechtswissenschaften an der New York University
- Jamieson, Donald (1921–1986), kanadischer Politiker
- Jamieson, James, Baron Jamieson (* 1962), britischer Politiker
- Jamieson, Jane (* 1975), australische Siebenkämpferin
- Jamieson, Jinty (* 1949), britische Weitspringerin
- Jamieson, Kathleen Hall (* 1946), US-amerikanische Kommunikationswissenschaftlerin
- Jamieson, Leah (* 1949), amerikanische Ingenieurin und Hochschullehrerin
- Jamieson, Lewis (* 2002), schottischer Fußballspieler
- Jamieson, Lynn (* 1952), britische Soziologin und Hochschullehrerin
- Jamieson, Margaret (* 1953), schottische Politikerin
- Jamieson, Mark (* 1984), australischer Radrennfahrer
- Jamieson, Michael (* 1988), britischer Schwimmer
- Jamieson, Penny (* 1942), anglikanische Bischöfin
- Jamieson, Sam (* 1999), schottischer Fußballspieler
- Jamieson, Scott (* 1988), australischer Fußballspieler
- Jamieson, Tony (* 1977), neuseeländischer Fußballspieler der Cookinseln
- Jamieson, William Darius (1873–1949), US-amerikanischer Politiker
- Jamil, Ahmed (* 1999), Fußballspieler aus den Vereinigten Arabischen Emiraten
- Jamil, Jameela (* 1986), britische Fernsehmoderatorin, Radiomoderatorin, Model, Journalistin und SchauspielerinJameela Jamil (* 1986)

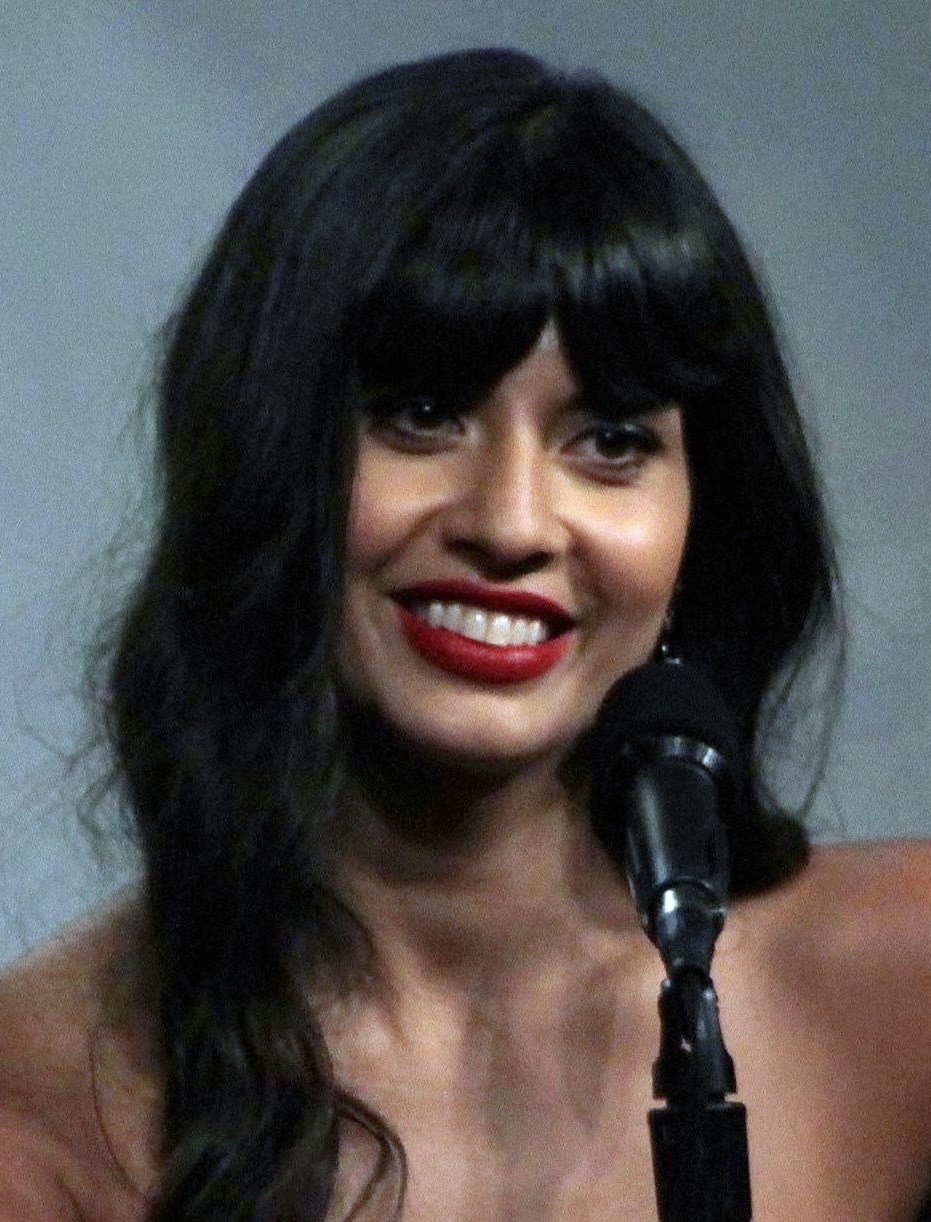
Jameela Jamil (* 1986)

- Jamil, Jules Mikhael Al- (1938–2012), syrisch-katholischer Kurienerzbischof
- Jamil, Majid Hamad Amin, irakischer Politiker
- Jamili, Eric (* 1977), philippinischer Boxer im Strohgewicht
- Jamin, Diederik Franciscus (1838–1865), niederländischer Genre- und Historienmaler sowie Daguerreotypist
- Jamin, Erich (1907–1976), deutscher Oberst im Ministerium für Staatssicherheit (MfS) der DDR
- Jamin, Georg (1825–1909), deutscher Bürgermeister und Mitglied des Provinziallandtages der Provinz Hessen-Nassau
- Jamin, Jean-Baptiste (1772–1848), französischer Generalleutnant der Infanterie
- Jamin, Jules Célestin (1818–1886), französischer Physiker
- Jamin, Klaus (1940–2017), deutscher Wirtschaftswissenschaftler und Hochschullehrer
- Jamin, Mathilde (* 1948), deutsche Historikerin
- Jamin, Nicolas († 1782), französischer Benediktiner und theologischer Autor
- Jamin, Nicolas (* 1995), französischer Rennfahrer
- Jamin, Paul (1911–1995), belgischer Karikaturist
- Jaminet, Jérôme (* 1979), luxemburgischer Essayist, Lyriker, Aphoristiker und Literaturkritiker
- Jaminet, Mathieu (* 1994), französischer Automobilrennfahrer
- Jaminet, Melvyn (* 1999), französischer Rugby-Union-Spieler
- Jamiolkowski, Michele (1932–2023), polnischstämmiger italienischer Bauingenieur für Geotechnik
- Jamir, S. Chubatoshi (* 1931), indischer Politiker
- Jamiri (* 1966), deutscher ComiczeichnerJamiri (* 1966)

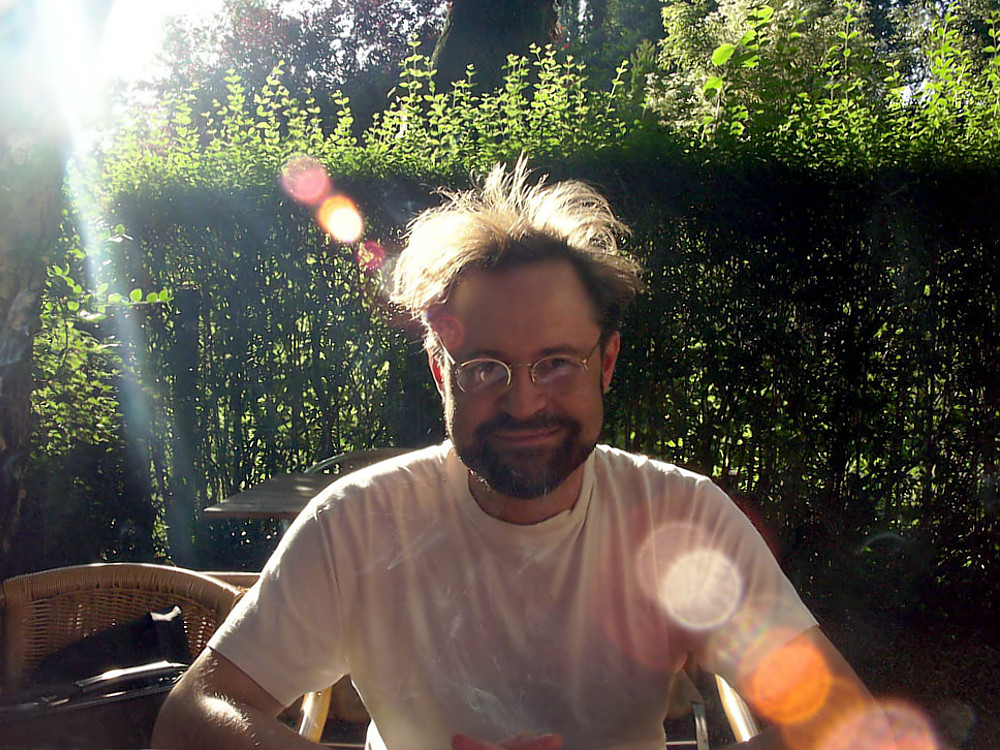
Jamiri (* 1966)

- Jamison, Antawn (* 1976), US-amerikanischer Basketballspieler
- Jamison, Evelyn (1877–1972), britische Mittelalterhistorikerin
- Jamison, Greg (* 1951), US-amerikanischer Sportmanager
- Jamison, Herbert (1875–1938), US-amerikanischer Leichtathlet
- Jamison, Jimi (1951–2014), amerikanischer Rock-Sänger
- Jamison, Josiah (* 1982), US-amerikanischer Leichtathlet
- Jamison, Judith (1943–2024), US-amerikanische Tänzerin und Choreografin
- Jamison, Leslie (* 1983), US-amerikanische Autorin
- Jamison, Mikki (1944–2013), US-amerikanische Schauspielerin
- Jamison, Thomas († 1811), britischer Arzt in New South Wales

### Jamm
- Jamm, René (* 1963), deutscher Fernsehproduzent
- Jammaer, Bert (* 1980), belgischer Triathlet
- Jammal, Camill (* 1985), deutscher Schauspieler und MusikerCamill Jammal (* 1985)

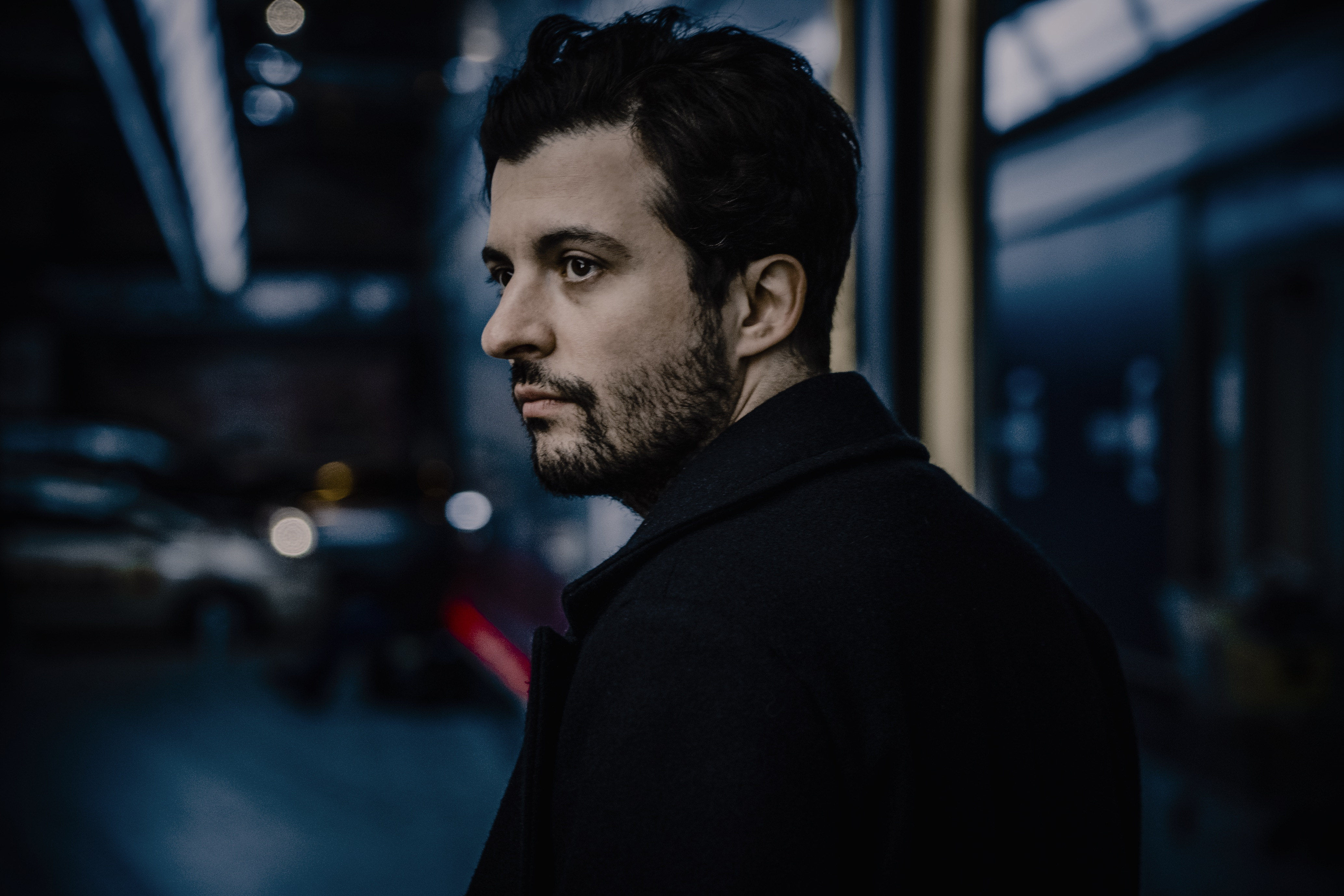
Camill Jammal (* 1985)

- Jammal, Elias (* 1954), deutscher Hochschullehrer palästinensischer Herkunft und Autor literarischer Texte
- Jamme, Christoph (1953–2021), deutscher Kulturphilosoph
- Jammeh, Abdou (* 1986), gambischer Fußballspieler
- Jammeh, Adama (* 1993), gambischer Sprinter
- Jammeh, Adama (* 2000), gambischer Fußballspieler
- Jammeh, Alasan, gambischer Diplomat
- Jammeh, Alieu K. (1972–2023), gambischer Politiker und Diplomat
- Jammeh, Ansumana († 2020), gambischer Diplomat und Unternehmer
- Jammeh, Bakary, gambischer Ökonom und Politiker
- Jammeh, Benedict (1957–2018), gambischer Lehrer, Polizist, Richter, Beamter und Generaldirektor des Nachrichtendienstes
- Jammeh, Ebrima (* 1972), gambischer Politiker
- Jammeh, Ebrima A. T. († 2023), gambischer Seyfo
- Jammeh, Famara R. I., gambischer Politiker
- Jammeh, Henry M., gambischer Politiker
- Jammeh, Ismaila B., gambischer Politiker
- Jammeh, Jatta Selung († 1928), gambischer Seyfo
- Jammeh, Jerreba J., gambischer Politiker
- Jammeh, Kebba T. (1935–2000), gambischer Seyfo und Politiker
- Jammeh, Lamin Kebba (* 1963), gambischer Politiker
- Jammeh, Lamin Queen (* 1963), gambischer Politiker
- Jammeh, Musa (1958–2007), gambischer Offizier
- Jammeh, Musa M., gambischer Offizier, ehemaliger Fußballspieler, Fußballtrainer und Fußballfunktionär
- Jammeh, Ousman (* 1953), gambischer Politiker
- Jammeh, Sankung, gambischer Politiker
- Jammeh, Tamba (1890–1987), gambischer Seyfo und Politiker
- Jammeh, Yahya (* 1965), gambischer Politiker, Staatspräsident von Gambia (1994–2017)Yahya Jammeh (* 1965)

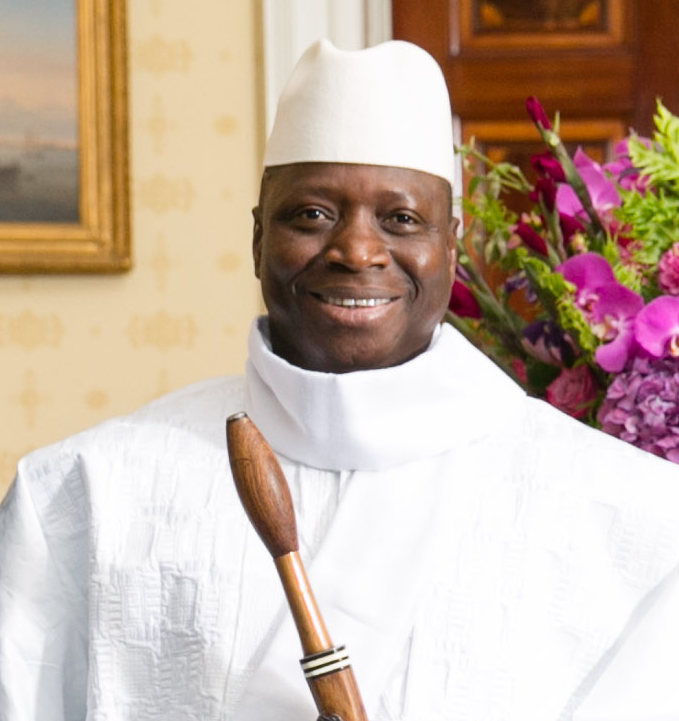
Yahya Jammeh (* 1965)

- Jammeh, Zineb (* 1977), gambische First Lady
- Jammeh-Sidibe, Binta, gambische Frauenrechtsaktivistin
- Jammeh-Touray, Fatou, gambische Politikerin
- Jammer, Max (1915–2010), deutschstämmiger israelischer Physiker, Wissenschaftshistoriker und Philosoph
- Jammers, Antonius (1937–2020), deutscher Bibliothekar
- Jammers, Ewald (1897–1981), deutscher Musikwissenschaftler und Bibliothekar
- Jammes, Francis (1868–1938), französischer Dichter
- Jammes, Maria (* 1939), deutsche Politikerin (SPD, Bündnis 90/Die Grünen), MdL
- Jammo, Sarhad (1941–2025), irakischer Geistlicher und Liturgiewissenschaftler, chaldäisch-katholischer Bischof von San Diego

### Jamn
- Jamnegg, Johanna (1923–2003), österreichische Politikerin (ÖVP), Steirische Landtagsabgeordnete
- Jamnig, Florian (* 1990), österreichischer Fußballspieler
- Jamnig, Hans (1912–1991), österreichischer Skilangläufer
- Jamnig-Stellmach, Karola (* 1954), deutsche Politikerin (CDU)
- Jamnik, Anton (* 1961), slowenischer römisch-katholischer Geistlicher und Weihbischof in Ljubljana
- Jamnitzer, Christoph (1563–1618), Nürnberger Goldschmied der Spätrenaissance
- Jamnitzer, Wenzel († 1585), deutscher Goldschmied, Kupferstecher und Stempelschneider

### Jamo
- Jamometić, Andreas († 1484), Erzbischof von Kraina
- Jamot, Paul (1863–1939), französischer Kunsthistoriker, Kurator, Museumsdirektor, Maler, Autor, Kunstsammler und Mäzen
- Jamouneau, Walter (1912–1988), amerikanischer Luftfahrtingenieur

### Jamp
- Jampa Losang Panglung (1939–2022), tibetischer Buddhist und Gelehrter der Gelug-Tradition des tibetischen Buddhismus, der 4. Panglung Rinpoche
- Jampa, Tunpisit (* 2000), thailändischer Fußballspieler
- Jampanoï, Mylène (* 1980), französische SchauspielerinMylène Jampanoï (* 1980)

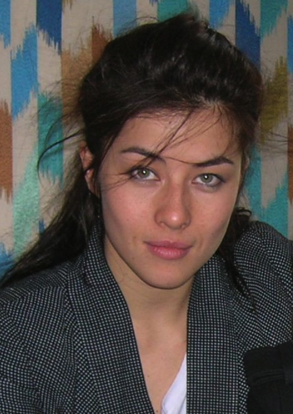
Mylène Jampanoï (* 1980)

- Jampel Gyatsho (1758–1804), 8. Dalai Lama
- Jampel Lobsang (* 1937), 10. Dorje Drag Rigdzin Chenmo
- Jampel Namdröl Chökyi Gyeltshen (1932–2012), 9. Jebtsundamba Khutukhtu
- Jampel Thrinle (1913–1984), tibetischer Politiker; Geistlicher der Gelug-Schule des tibetischen Buddhismus
- Jampel Yeshe Gyeltshen († 1947), fünfter Radreng Rinpoche und Regent von Tibet (1934–1941)Jampel Yeshe Gyeltshen († 1947)

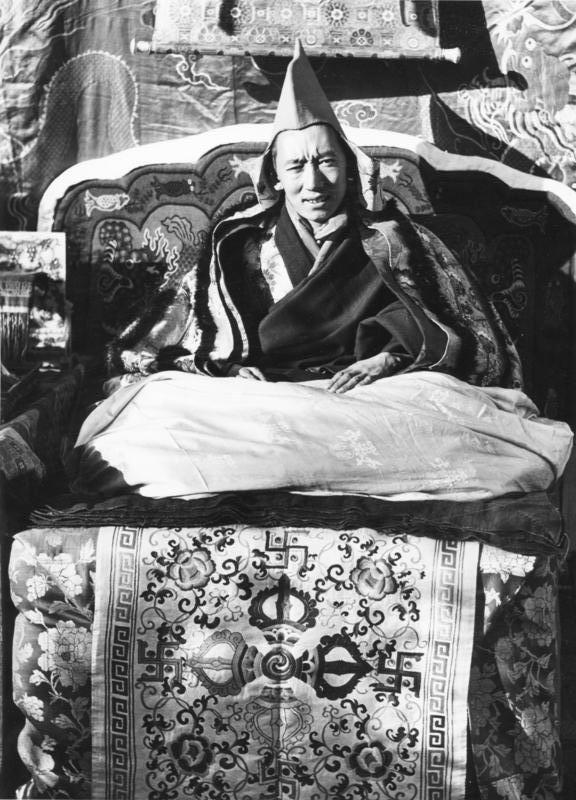
Jampel Yeshe Gyeltshen († 1947)

- Jampolski, Abram Iljitsch (1890–1956), russischer Geiger und Musikpädagoge
- Jampolski, Boris Samoilowitsch (1912–1972), sowjetischer Journalist und Schriftsteller
- Jampolski, Israil Markowitsch (1905–1976), russischer Musikwissenschaftler, Geiger und Pädagoge
- Jampolsky, Gerald G. (1925–2020), US-amerikanischer Psychiater und esoterischer Autor

### Jamr
- Jamrath, Johann Friedrich (1810–1891), deutscher Porträtfotograf und Maler
- Jamrich, Ladislav (* 1978), tschechischer Fußballspieler
- Jamrichová, Renáta (* 2007), slowakische Tennisspielerin
- Jamrichová, Sandra (* 1997), slowakische Tennisspielerin
- Jamrozek, Stanisław (* 1960), polnischer römisch-katholischer Geistlicher, Weihbischof in Przemyśl

### Jams
- Jämsä, Andrei (* 1982), estnischer Ruderer
- Jämsén, Artturi (1925–1976), finnischer Politiker, Mitglied des Reichstags und Minister
- Jamshed, Junaid (1964–2016), pakistanischer Künstler, Fernsehpersönlichkeit, Modedesigner, gelegentlicher Schauspieler, Singer-Songwriter und Prediger
- Jamshidi, Elena (* 2001), dänische Tennisspielerin
- Jamshidi, Pejman (* 1977), iranischer Schauspieler und Fußballspieler
- Jamshidi, Shahriyar (* 1971), kurdisch-iranischer Kamantsche-Spieler und Komponist

### Jamt
- Jämtin, Andreas (* 1983), schwedischer Eishockeyspieler

### Jamu
- Jamu, altägyptischer Kleinkönig der Hyksos-Zeit, Pharao
- Jamukha Gurkhan († 1204), Blutsbruder des späteren Dschingis Khan
- Jamule (* 1996), deutscher Rapper
- Jamund, Augustin († 1576), litauischer lutherischer Geistlicher
- Jamur, Paulo (* 1964), brasilianischer Radrennfahrer

### Jamv
- Jamvold, Gunnar (1896–1984), norwegischer Segler
- Jamvold, Peter (1896–1962), norwegischer Segler

### Jamy
- Jamyang Chöje (1379–1449), Gründer des Klosters Drepung
- Jamyang Khyentse Chökyi Lodrö († 1959), tibetischer buddhistischer Theologe
- Jamyang Khyentse Wangpo (1820–1892), Meister des tibetischen Buddhismus
- Jamyang Könchog Jigme Wangpo (1728–1791), 2. Jamyang Shepa der Gelug-Schule des tibetischen Buddhismus
- Jamyang Tenpe Nyima (* 1931), buddhistischer Geistlicher
- Jamyn, Amadis (1540–1593), französischer Dichter und Übersetzer